# Seychelles
Las Seychelles, oficialmente la República de Seychelles (en inglés, Republic of Seychelles; en francés, République des Seychelles; en criollo, Repiblik Sesel), son un grupo de 115 islas ubicadas en el océano Índico, al noreste de Madagascar, con una superficie total de 455 km² y una población de 99.202 habitantes (2021). Pertenece a la Mancomunidad de Naciones.
Su capital es Victoria, la única ciudad del archipiélago, ubicada en la isla Mahé y habitada por un tercio de la población. Posee el único aeropuerto y puerto internacional del país, que recibe vuelos desde los aeropuertos internacionales más importantes del mundo, ya que la principal fuente de divisas del país es el turismo.
Una de las atracciones principales de Victoria es el Jardín Botánico, donde pueden observarse ejemplares de tortugas gigantes que son endémicas de estas islas (por ejemplo: la tortuga gigante de Aldabra, Dipsochelys dussumieri o Geochelone gigantea) y que, aunque son de una menor talla, son muy parecidas a las especies de tortugas presentes en las islas Galápagos. Otras especies de tortugas gigantes de las islas Seychelles son la tortuga gigante de Seychelles (Dipsochelys hololissa) y la tortuga gigante de Arnold (Dipsochelys arnoldi), ambas en peligro crítico de extinción. Actualmente son objeto de un programa de cría en cautividad y reintroducción por la Asociación de Protección de la Naturaleza de las Seychelles.
La etnia predominante es la seychellois, de raíces africanas y francesas, pero también hay minorías china e india. La mayoría de la población profesa el catolicismo, un 8 % de la población son anglicanos y hay un 2 % de diversas religiones.
Seychelles es lo que se conoce como un paraíso tropical. Las islas conservan su belleza natural, con hermosas playas y un mar con excelentes condiciones para los amantes del buceo. Tiene clima tropical con temperaturas que, anualmente, oscilan entre los 25 y 30 °C, con meses muy lluviosos de noviembre a mayo, cuando son alcanzadas por los vientos monzónicos.
Seychelles tiene el Índice de desarrollo humano más alto de África, el único país de este continente con un IDH considerado "muy alto". A pesar de la nueva prosperidad económica del país, la cual ha posicionado a este país como uno de los más ricos de África, enfrenta aún numerosos problemas sociales.

## Historia
Las Seychelles estuvieron deshabitadas hasta el siglo XVIII, cuando los europeos llegaron con africanos esclavizados. Permaneció como colonia británica desde 1814 hasta su independencia en 1976. Las Seychelles nunca han estado habitadas por indígenas, pero sus isleños mantienen su propia herencia criolla.

### Historia temprana
Las Seychelles estuvieron deshabitadas durante la mayor parte de su historia. Las tumbas de la isla, visibles hasta 1910, son la base de la creencia académica de que los marinos austronesios y, posteriormente, los comerciantes maldivos y árabes fueron los primeros en visitar el archipiélago. Vasco da Gama y su 4ª Armada de las Indias portuguesas descubrieron las Seychelles el 15 de marzo de 1503; el primer avistamiento lo realizó Thomé Lopes a bordo de Rui Mendes de Brito. Los barcos de Da Gama pasaron cerca de una isla elevada, probablemente la isla Silhouette, y al día siguiente la isla Desroches. Trazaron un grupo de siete islas y las bautizaron como Las Siete Hermanas. El desembarco más antiguo del que se tiene constancia se produjo en enero de 1609, por la tripulación del Ascension al mando del capitán Alexander Sharpeigh durante el cuarto viaje de la Compañía Británica de las Indias Orientales.

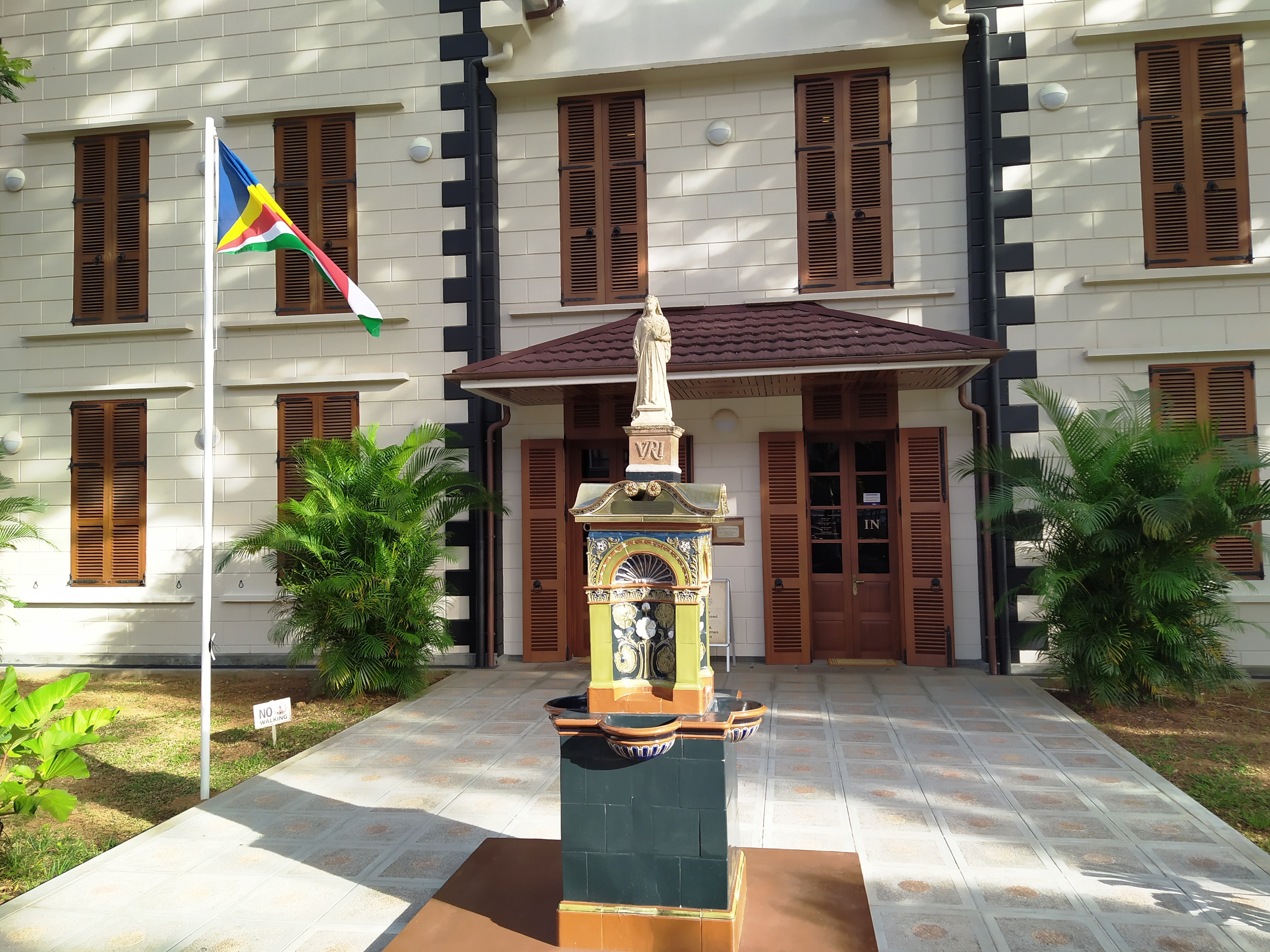
Fuente del Jubileo de Diamante de la Reina Victoria, frente al edificio del Museo de Historia, Victoria, Seychelles

Punto de tránsito para el comercio entre África y Asia, se dice que las islas fueron utilizadas ocasionalmente por los piratas hasta que los franceses comenzaron a tomar el control en 1756, cuando el capitán Nicholas Morphey colocó una Piedra de Posesión en Mahé. Las islas recibieron el nombre de Jean Moreau de Séchelles, ministro de finanzas del rey Luis XV.
La fragata británica Orpheus, al mando del capitán Henry Newcome, llegó a Mahé el 16 de mayo de 1794, durante la Guerra de la Primera Coalición. Se redactaron los términos de la capitulación y al día siguiente Seychelles se rindió a Gran Bretaña. Jean Baptiste Quéau de Quincy, el administrador francés de Seychelles durante los años de guerra con el Reino Unido, se negó a resistir cuando llegaron los buques de guerra enemigos armados. En lugar de ello, negoció con éxito el estatus de capitulación ante Gran Bretaña, que otorgaba a los colonos una posición privilegiada de neutralidad.
Gran Bretaña acabó asumiendo el control total tras la rendición de Mauricio en 1810, formalizada en 1814 en el Tratado de París. Las Seychelles se convirtieron en una colonia de la corona separada de Mauricio en 1903. Se celebraron elecciones en 1966 y 1970.

### Independencia
En 1976, Seychelles se independizó del Reino Unido y se convirtió en una república. Desde entonces es miembro de la Commonwealth. En la década de 1970, Seychelles era "el lugar para ser visto, un patio de recreo para las estrellas de cine y la jet set internacional". En 1977, un golpe de Estado de France Albert René destituyó al primer presidente de la república, James Mancham. René desaconsejó la dependencia excesiva del turismo y declaró que quería "mantener las Seychelles para los seychellenses".
La constitución de 1979 declaró un estado socialista de partido único, que duró hasta 1991.

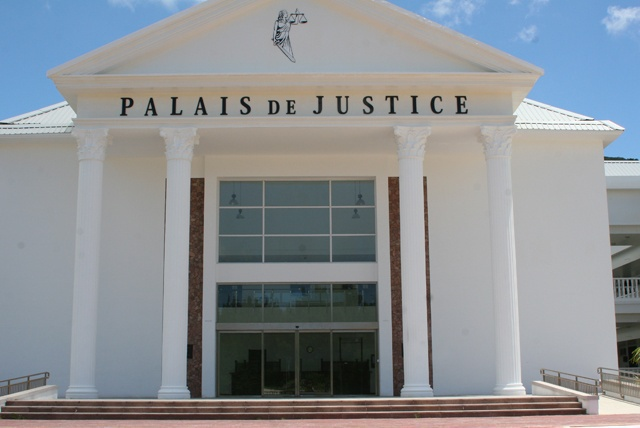
El Palacio de Justicia (Palais de Justice) de Seychelles, inaugurado en 2013 con ayuda de China

En la década de 1980 hubo una serie de intentos de golpe de Estado contra el presidente René, algunos de los cuales contaron con el apoyo de Sudáfrica. En 1981, Mike Hoare dirigió un equipo de 43 mercenarios sudafricanos que se hicieron pasar por jugadores de rugby de vacaciones en el intento de golpe de Estado de 1981 en Seychelles. Hubo un tiroteo en el aeropuerto, y la mayoría de los mercenarios escaparon posteriormente en un avión de Air India secuestrado. El líder de este secuestro fue el mercenario alemán D. Clodo, antiguo miembro del SAS de Rodesia. Clodo fue juzgado posteriormente en Sudáfrica (donde fue absuelto), así como en su país de origen, Alemania, por piratería aérea.
En 1986, un intento de golpe de Estado dirigido por el ministro de Defensa de Seychelles, Ogilvy Berlouis, hizo que el presidente René solicitara ayuda a la India. En la operación Flowers are Blooming, el buque naval indio Vindhyagiri llegó a Port Victoria para ayudar a evitar el golpe.
El primer borrador de una nueva constitución no obtuvo el 60 % de los votos necesarios en 1992, pero en 1993 se aprobó una versión modificada.
En enero de 2013, Seychelles declaró el estado de emergencia cuando el ciclón tropical Felleng provocó lluvias torrenciales, y las inundaciones y corrimientos de tierra destruyeron cientos de casas.
Tras el golpe de Estado de 1977, el gobierno siempre estuvo representado por el mismo partido político hasta las elecciones generales de octubre de 2020 en Seychelles, que fueron históricas por la victoria de un partido de la oposición. Wavel Ramkalawan fue el primer presidente que no representó a Seychelles Unida (el nombre actual del antiguo Frente Progresista Popular de Seychelles).
En 2021, la moutya, una danza de la época de la trata de esclavos, se incluyó en la lista del Patrimonio Cultural Inmaterial de la UNESCO como símbolo de bienestar psicológico en su papel de resistencia contra las dificultades, la pobreza, la servidumbre y la injusticia social.

## Gobierno y política

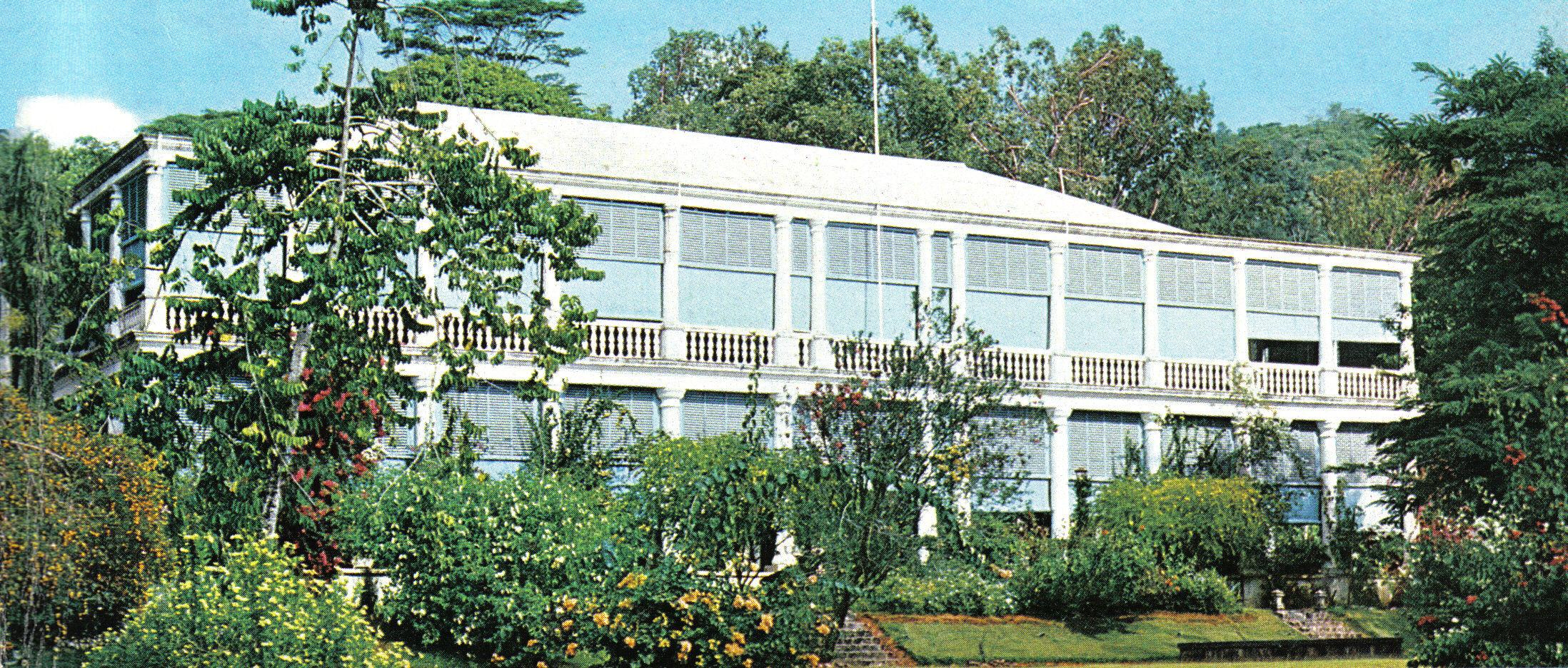
Residencia presidencial en Seychelles

El presidente de Seychelles es el jefe de Estado y de gobierno. Es elegido por sufragio universal por un mandato de cinco años. Wavel Ramkalawan preside el país desde 2020.
El parlamento de Seychelles es unicameral y se denomina Asamblea Nacional. La forman 34 diputados, 25 de ellos elegidos directamente por el voto popular en circunscripciones uninominales, y los nueve restantes elegidos de forma proporcional por el total de votos a cada partido. Su mandato es asimismo de cinco años. Los principales partidos políticos son el Frente Progresista del Pueblo de Seychelles, de ideología socialista y conocido también desde 2009 como el Partido del Pueblo o el Parti Lepep; y el actualmente gobernante Partido Nacional de Seychelles, liberal demócrata.
En el plano internacional, Seychelles forma parte de la Comisión del Océano Índico, de la francofonía y de la Mancomunidad de Naciones.

### Política exterior
Seychelles sigue una política de lo que describe como no alineamiento "positivo" y apoya firmemente el principio de la reducción de la presencia de las superpotencias en el océano Índico. El gobierno de Seychelles es uno de los defensores del concepto de zona de paz del océano Índico y ha promovido el fin de la presencia de Estados Unidos en Diego García. Sin embargo, el país ha adoptado una política pragmática y sirve de importante parada de descanso y recreo para los buques estadounidenses que prestan servicio en el Golfo Pérsico y el Océano Índico. 

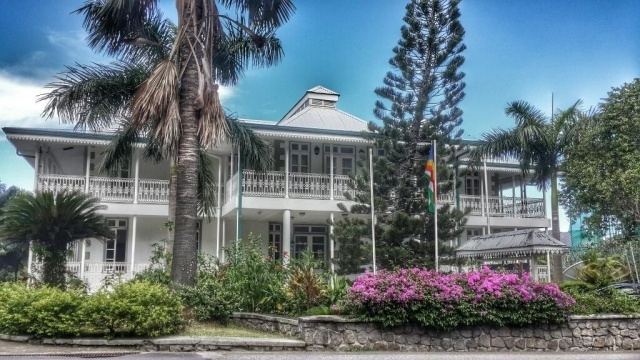
Maison Queau de Quincy - Departamento de Asuntos Exteriores de Seychelles

La posición de Seychelles en materia de política exterior la ha situado generalmente a la izquierda del espectro dentro del Movimiento de los No Alineados. Rusia, el Reino Unido, Francia, India, la República Popular China, Libia y Cuba mantienen embajadas en Victoria.
El gobierno de las Seychelles retiró el reconocimiento diplomático a la República Árabe Saharaui Democrática el 17 de marzo de 2008, según una fuente oficial del gobierno.
Seychelles mantiene buenos vínculos con el gobierno de China quien por ejemplo financió la construcción del Palacio de Justicia (edificio que alberga la Corte Suprema y la Corte de Apelaciones de Seychelles) con un costo de 6 millones de dólares y que fue inaugurado en 2013.

### Defensa
El ejército de Seychelles es la Fuerza de Defensa del Pueblo de Seychelles (Seychelles People's Defence Force - Force de défense populaire des Seychelles), que consta de varias ramas distintas: una unidad de infantería y una guardia costera, la fuerza aérea y una unidad de protección presidencial. India ha desempeñado y sigue desempeñando un papel clave en el desarrollo del ejército de Seychelles. Tras entregar a la Guardia Costera de Seychelles dos buques patrulleros SDB Mk5 construidos por GRSE, el INS Tarasa y el INS Tarmugli, que posteriormente fueron rebautizados como PS Constant y PS Topaz, India también regaló un avión Dornier 228 construido por Hindustan Aeronautics Limited. India también firmó un pacto para desarrollar la Isla de la Asunción, una de las 115 islas que componen el país. Con una extensión de 11 km², está estratégicamente situada en el océano Índico, al norte de Madagascar. La isla está siendo arrendada para el desarrollo de activos estratégicos por parte de la India. En 2018, Seychelles firmó el tratado de la ONU sobre la Prohibición de las Armas Nucleares.

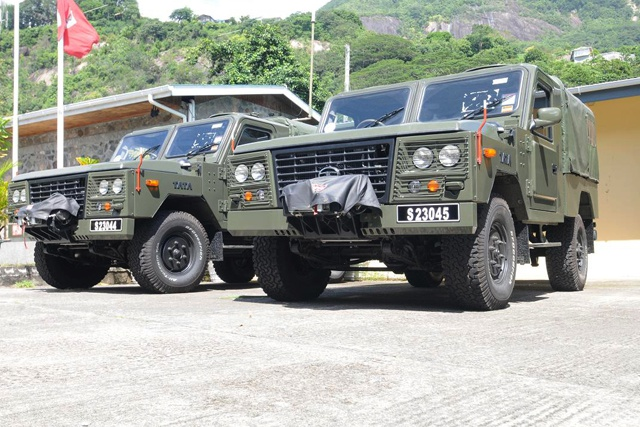
Dos vehículos ligeros especializados Tata (LSV) de las Fuerzas de Defensa del Pueblo de Seychelles, de fabricación India

La Unidad de Seguridad Presidencial (PSU - La garde présidentielle) fue creada en 1977 junto a la Unidad de Infantería para dedicarse a tareas de protección del Presidente de Seychelles y su residencia. También proporciona apoyo durante el tránsito y las reuniones sociales. Varios instructores de naciones extranjeras llevan a cabo el entrenamiento con la PSU. Se trata de una de las unidades de élite del SPDF. La UPM se encuentra en la Casa del Estado y está adscrita administrativamente a la Unidad de Fuerzas Especiales.
La Banda Nacional de Música es la banda militar oficial de la FDPB. Sus orígenes se remontan a 1925 con el nombre de Brass Ensemble. Comenzó cuando los Hermanos Maristas de la Misión Católica formaron a los músicos para tocar los distintos instrumentos. La banda se disolvió en 1943, cuando el ejército británico entregó los instrumentos. La banda se reformó para ser disuelta después de la Segunda Guerra Mundial, y sus instrumentos fueron adquiridos por la Asociación de Scouts de Seychelles. Se creó una nueva banda de música conocida como LAFANSA, a la que se sumó una banda de policía. Con la creación del Conservatorio de Música y Danza en 1981, la Banda de Policía se reorganizó en la Banda Nacional de Música bajo el patrocinio del Ministerio de Educación. Antoinc Azcmia se convirtió en su primer director, al frente de una unidad que, de 1981 a 1996, fue una banda voluntaria (una unidad en la que los músicos están contratados a tiempo parcial). En 1996 se contrató a músicos a tiempo completo y, tres años más tarde, fue transferida al Ministerio de Defensa y tuvo su sede en la Academia de Defensa de Seychelles. Azcmia se retiró en 2001, siendo sustituido por Thomas Busanya.

## Organización político-administrativa

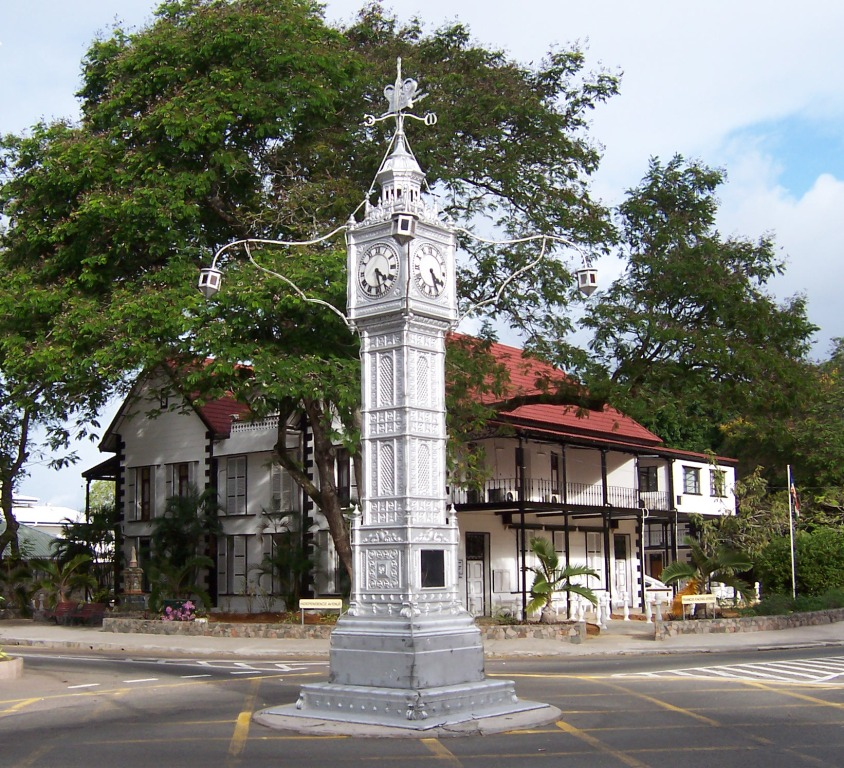
El famoso reloj del centro de Victoria, capital de Seychelles

Seychelles se divide en 25 distritos:
| - Anse aux Pins - Anse Boileau - Anse Etoile - Anse Royale - Au Cap - Baie Lazare - Baie Sainte Anne - Beau Vallon - Bel Air - Bel Ombre - Cascade - Glacis - Grand'Anse (Mahe) | - Grand'Anse (Praslin) - La Digue - La Riviere Anglaise - Les Mamelles - Mont Buxton - Mont Fleuri - Plaisance - Pointe La Rue - Port Glaud - Roche Caiman - Saint Louis - Takamaka |

## Geografía

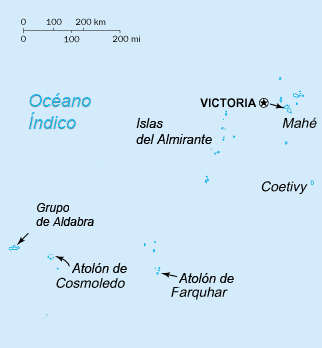
Mapa de las Seychelles.

Las Seychelles son un archipiélago en el océano Índico, compuesto por unas 115 islas tropicales (como señala la propia Constitución de la República), de origen granítico y coralino. De ellas, solo 33 están habitadas. Las llamadas Islas Interiores son el núcleo del país. Las restantes islas son atolones coralinos más pequeños, muchos de ellos deshabitados. La isla de mayor tamaño es Mahé.
La capital del país es la ciudad de Victoria, ubicada en Mahé, en la que vive cerca del 80 % de la población total.
El punto más alto de las Seychelles es el Monte Seychellois, que tiene una altura de 905 m. Es el único archipiélago de granito, como se aprecia en las rocas de La Digue.
El clima local es tropical, templado y bastante húmedo por influencias marinas.

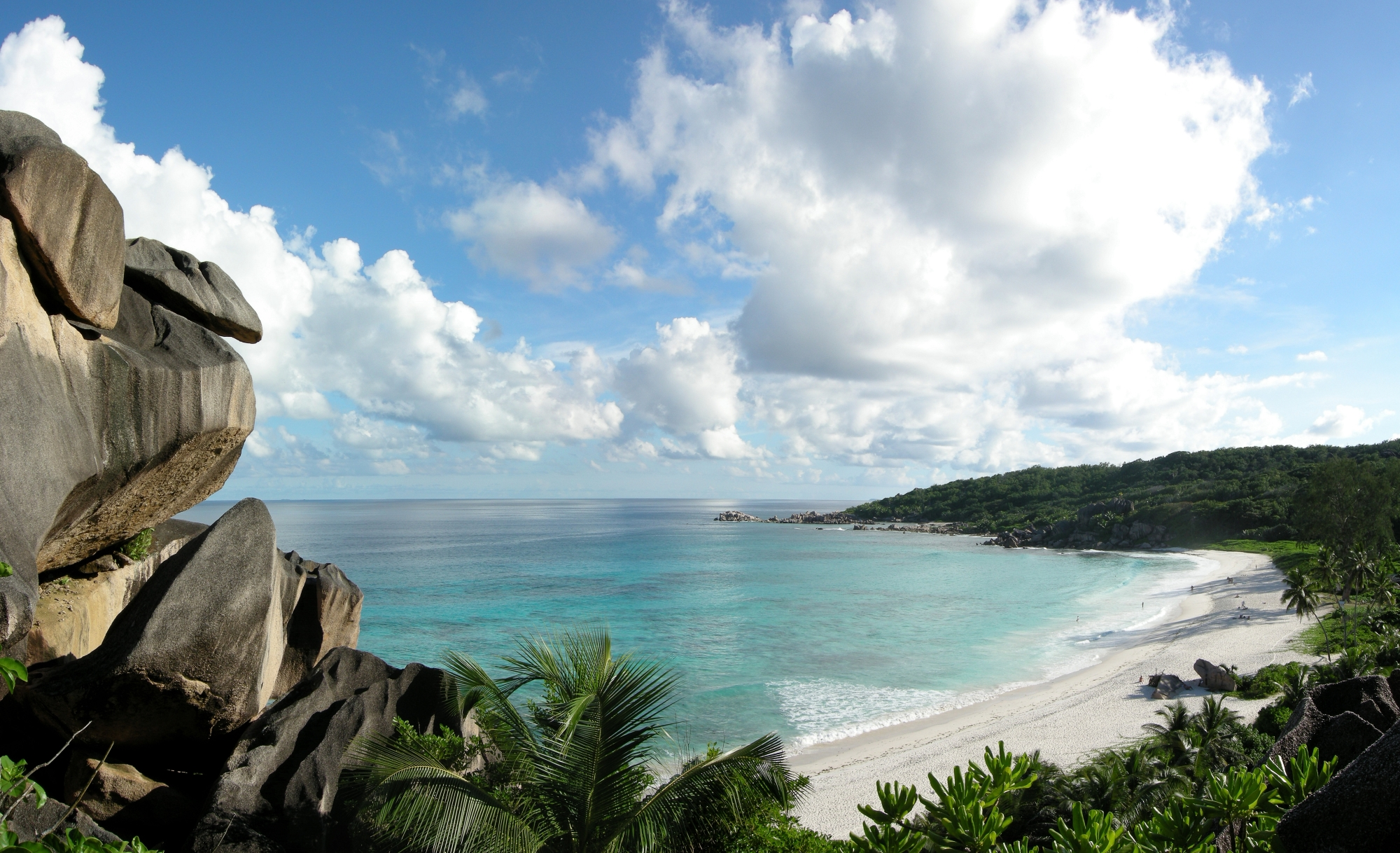
Playa de Grand Anse en La Digue

Las islas, tal y como señala la constitución del país, se agrupan del siguiente modo.
- 42 islas graníticas: Mahé, Praslin, Silhouette, La Digue, Curieuse, Félicité, Frégate, St. Anne, North, Cerf, Marianne, Grand Sœur, Thérèse, Aride, Conception, Petite Sœur, Cousin, Cousine, Long, Récif, Round (Praslin), Anonyme, Mamelles, Moyenne, Île aux Vaches Marines, L'Islette, Beacon (Île Sèche), Cachée, Cocos, Round (Mahé), L'Ilot Frégate, Booby, Chauve Souris (Mahé), Chauve Souris (Praslin), Île La Fouche, Hodoul, L'Ilot, Rat, Souris, St. Pierre (Praslin), Zavé, Harrison Rocks (Grand Rocher).
- 4 islas mixtas, arena, coral y granito: Denis, Bird, Coëtivy, Cahée.
- 29 islas de coral del Grupo del Almirante: Desroches, Cahée Poivre Atoll —comprende 3 islas: Poivre, Florentin y South Island—, Alphonse, D'Arros, St. Joseph Atoll —comprende 14 islas: St. Joseph, Île aux Fouquets, Ressource, Petit Carcassaye, Grand Carcassaye, Benjamin, Bancs Ferrari, Chiens, Pélicans, Vars, Île Paul, Banc de Sable, Banc aux Cocos e Île aux Poules—, Marie Louise, Desnoeufs, African Banks —comprende 2 islas: African Banks y South Island—, Rémire, St. François, Boudeuse, Étoile, Bijoutier.
- 13 islas de coral en el Grupo de Farquhar: Atolón de Farquhar —comprende 10 islas: Bancs de Sable, Déposés, Île aux Goëlettes, Lapins, Île du Milieu, North Manaha, South Manaha, Middle Manaha, North Island y South Island—, Atolón Providence (comprende dos islas: Providence y Bancs Providence) y St Pierre.

- 67 islas de coral en el Grupo de Aldabra: Atolón de Aldabra —comprende 46 islas: Grande Terre, Picard, Polymnie, Malabar, Ile Michel, Ile Esprit, Ile aux Moustiques, Ilot Parc, Ilot Emile, Ilot Yangue, Ilot Magnan, Ile Lanier, Champignon des Os, Euphrate, Grand Mentor, Grand Ilot, Gros Ilot Gionnet, Gros Ilot Sésame, Heron Rock, Hide Island, Ile aux Aigrettes, Ile aux Cèdres, Iles Chalands, Ile Fangame, Ile Héron, Ile Michel, Ile Squacco, Ile Sylvestre, Ile Verte, Ilot Déder, Ilot du Sud, Ilot du Milieu, Ilot du Nord, Ilot Dubois, Ilot Macoa, Ilot Marquoix, Ilots Niçois, Ilot Salade, Middle Row Island, Noddy Rock, North Row Island, Petit Mentor, Petit Mentor Endans, Petits Ilots, Pink Rock y Table Ronde—, Isla de Asunción, Isla de Astove y Atolón de Cosmoledo —comprende 19 islas: Menai, Ile du Nord (West North), Ile Nord-Est (East North), Ile du Trou, Goëlettes, Grand Polyte, Petit Polyte, Grand Ile (Wizard), Pagode, Ile du Sud-Ouest (South), Ile aux Moustiques, Ile Baleine, Ile aux Chauve-Souris, Île aux Macaques, Ile aux Rats, Ile du Nord-Ouest, Ile Observation, Ile Sud-Est e Îlot la Croix—.Vista aérea de Victoria.

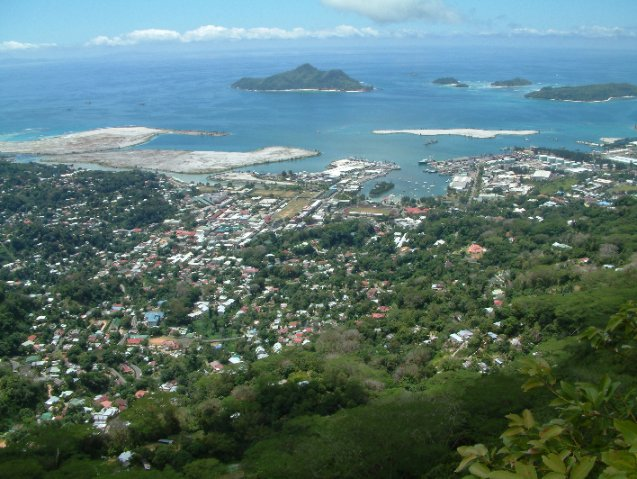
Vista aérea de Victoria.

### Clima
El clima es tropical, templado y húmedo. Las temperaturas varían muy poco a lo largo del año, en Mahé rondan de los 24 a los 30 °C y las precipitaciones son de 2900 mm anuales, en Victoria son de 2350 mm y en las otras islas las precipitaciones son inferiores. Durante los meses más fríos (julio y agosto) la temperatura mínima promedio es de 24 °C. Los vientos alisios soplan normalmente desde mayo a noviembre. Los meses más cálidos son de diciembre a abril, donde la humedad es de 80 % y la temperatura raramente supera los 31 °C. Seychelles se encuentra fuera del cinturón de ciclones, por lo que los vientos de alta velocidad son muy raros.
| Parámetros climáticos promedio de Victoria, Seychelles | Parámetros climáticos promedio de Victoria, Seychelles | Parámetros climáticos promedio de Victoria, Seychelles | Parámetros climáticos promedio de Victoria, Seychelles | Parámetros climáticos promedio de Victoria, Seychelles | Parámetros climáticos promedio de Victoria, Seychelles | Parámetros climáticos promedio de Victoria, Seychelles | Parámetros climáticos promedio de Victoria, Seychelles | Parámetros climáticos promedio de Victoria, Seychelles | Parámetros climáticos promedio de Victoria, Seychelles | Parámetros climáticos promedio de Victoria, Seychelles | Parámetros climáticos promedio de Victoria, Seychelles | Parámetros climáticos promedio de Victoria, Seychelles | Parámetros climáticos promedio de Victoria, Seychelles |
| Mes                                                    | Ene.                                                   | Feb.                                                   | Mar.                                                   | Abr.                                                   | May.                                                   | Jun.                                                   | Jul.                                                   | Ago.                                                   | Sep.                                                   | Oct.                                                   | Nov.                                                   | Dic.                                                   | Anual                                                  |
| ------------------------------------------------------ | ------------------------------------------------------ | ------------------------------------------------------ | ------------------------------------------------------ | ------------------------------------------------------ | ------------------------------------------------------ | ------------------------------------------------------ | ------------------------------------------------------ | ------------------------------------------------------ | ------------------------------------------------------ | ------------------------------------------------------ | ------------------------------------------------------ | ------------------------------------------------------ | ------------------------------------------------------ |
| Temp. máx. abs. (°C)                                   | 33.3                                                   | 33.4                                                   | 33.5                                                   | 34.1                                                   | 33.5                                                   | 32.6                                                   | 31.1                                                   | 31.4                                                   | 31.6                                                   | 32.4                                                   | 34.4                                                   | 33.4                                                   | 34.4                                                   |
| Temp. máx. media (°C)                                  | 29.9                                                   | 30.5                                                   | 31.1                                                   | 31.5                                                   | 30.7                                                   | 29.2                                                   | 28.4                                                   | 28.6                                                   | 29.2                                                   | 29.9                                                   | 30.2                                                   | 30.2                                                   | 30.0                                                   |
| Temp. media (°C)                                       | 26.9                                                   | 27.5                                                   | 27.9                                                   | 28.1                                                   | 27.9                                                   | 26.8                                                   | 26.0                                                   | 26.1                                                   | 26.5                                                   | 26.9                                                   | 27.0                                                   | 27.0                                                   | 27.1                                                   |
| Temp. mín. media (°C)                                  | 24.3                                                   | 24.9                                                   | 25.1                                                   | 25.3                                                   | 25.6                                                   | 24.8                                                   | 24.1                                                   | 24.1                                                   | 24.4                                                   | 24.6                                                   | 24.3                                                   | 24.2                                                   | 24.6                                                   |
| Temp. mín. abs. (°C)                                   | 24.1                                                   | 21.1                                                   | 22.1                                                   | 22.3                                                   | 21.6                                                   | 20.9                                                   | 20.4                                                   | 19.6                                                   | 20.2                                                   | 20.5                                                   | 21.5                                                   | 20.0                                                   | 19.6                                                   |
| Lluvias (mm)                                           | 401.3                                                  | 270.2                                                  | 195.5                                                  | 188.1                                                  | 146.0                                                  | 102.9                                                  | 80.3                                                   | 114.2                                                  | 150.0                                                  | 192.8                                                  | 205.0                                                  | 303.2                                                  | 2349.5                                                 |
| Horas de sol                                           | 155.0                                                  | 175.2                                                  | 213.9                                                  | 231.0                                                  | 254.2                                                  | 225.0                                                  | 232.5                                                  | 232.5                                                  | 219.0                                                  | 226.3                                                  | 204.0                                                  | 176.7                                                  | 2545.3                                                 |
| Humedad relativa (%)                                   | 83                                                     | 80                                                     | 80                                                     | 80                                                     | 79                                                     | 79                                                     | 80                                                     | 79                                                     | 79                                                     | 79                                                     | 80                                                     | 82                                                     | 80                                                     |
| Fuente: Seychelles National Meteorological Services    |                                                        |                                                        |                                                        |                                                        |                                                        |                                                        |                                                        |                                                        |                                                        |                                                        |                                                        |                                                        |                                                        |

### Ecología
Seychelles se divide en 2 ecorregiones:
- Selva de las Seychelles graníticas
- Matorral xerófilo de las islas Aldabra

Las especies animales y vegetales son una mezcla de especies africanas y asiáticas, así como muchas especies endémicas como el Dicrurus aldabranus típico de la isla Aldabra, tales endemismos son fruto del aislamiento primitivo de las islas, cuando Gondwana se desmembró y la actual India se separó de África.
Las islas y su entorno inmediato contienen una enorme biodiversidad, con una gran variedad de plantas, anfibios, reptiles, aves, peces y corales.

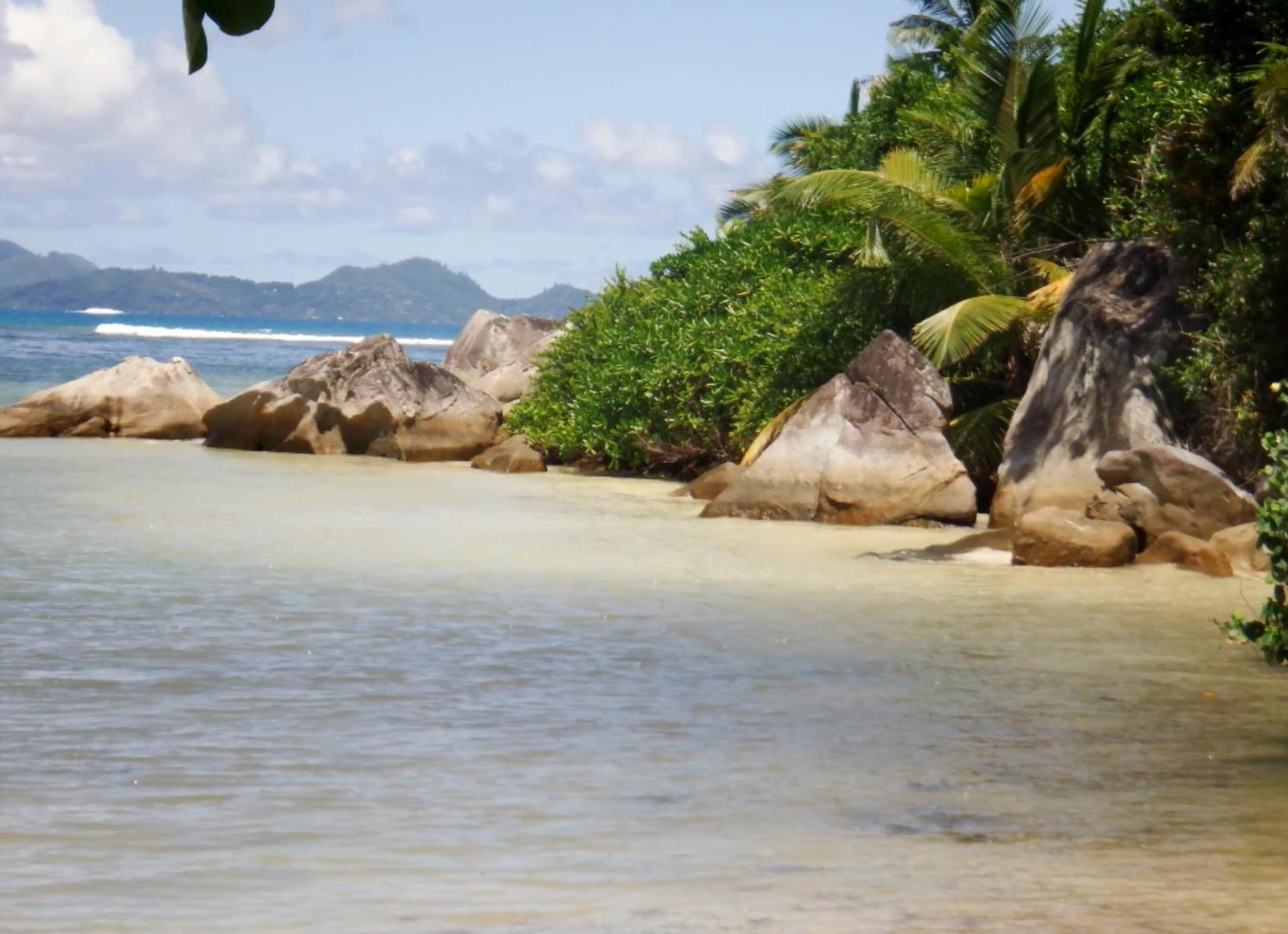
Parque nacional Marítimo de Port Launay, Mahé

Afortunadamente, los seychelenses han protegido casi el 50 % de la superficie total del archipiélago y varios arrecifes marinos, mediante la creación de varios Parques nacionales, algunos marítimos, como el de Baie Ternay o el de Sainte Anne; otros, como el Morne Seychelles protegen el macizo central selvático y montañoso de Mahé. Al esfuerzo nacional por la preservación del entorno, se suma el reconocimiento internacional, habiendo declarado la UNESCO Patrimonio de la Humanidad al conjunto del atolón de Aldabra y a la Reserva Natural del Valle de Mai, ubicada en la isla de Praslin.
Países como Estados Unidos de América están cooperando con las autoridades del país en proyectos de recuperación de la fauna marina. Desde 2011 se desarrolla en la Reserva Marina de la isla de Cousin, un proyecto piloto de cultivo de corales, para la posterior recuperación de arrecifes que han sido víctimas, tanto del cambio climático producido por el Niño en 1998, como del tsunami de 2004, estimándose que estos eventos destruyeron el 97 % de los corales hermatípicos de Seychelles. Se han cultivado unas 40 000 colonias de 67 especies diferentes de corales, entre las que destacan los géneros Acropora y Pocillopora, en concreto de las especies Pocillopora damicornis, Pocillopora eydouxi, Pocillopora verrucosa, Acropora hyacinthus, Acropora cythera y Acropora irregularis. El proyecto ha estado coordinado por la bióloga española Sarah Frías-Torres, consiguiendo un 70 % de éxito en la aclimatación de los 40 000 corales cultivados, con 24 400 ejemplares de colonias coralinas que crecen en los emplazamientos donde han sido trasplantados. El arrecife restaurado es la base para que múltiples especies de vida marina retornen a estas aguas, consiguiendo la recuperación del ecosistema marino.
Esta experiencia pretende servir de modelo para aplicar en otros muchos arrecifes dañados por las subidas térmicas marinas.

### Fauna
Aparte de las más conocidas tortugas gigantes de Seychelles, cabe destacar la familia de ranas Sooglossidae, con 2 géneros y 4 especies que solo se encuentran en las islas; la especie Sooglossus gardeneri es la más pequeña del mundo, con entre 9 y 12 mm de largo. Sus crías, casi invisibles, nacen con 1,6 mm de largo.
Otra especie única de las Seychelles es el murciélago Coleura seychellensis, que probablemente es la especie de murciélago más amenazada del mundo, porque se estima que solo quedan entre 30 y 100 ejemplares.

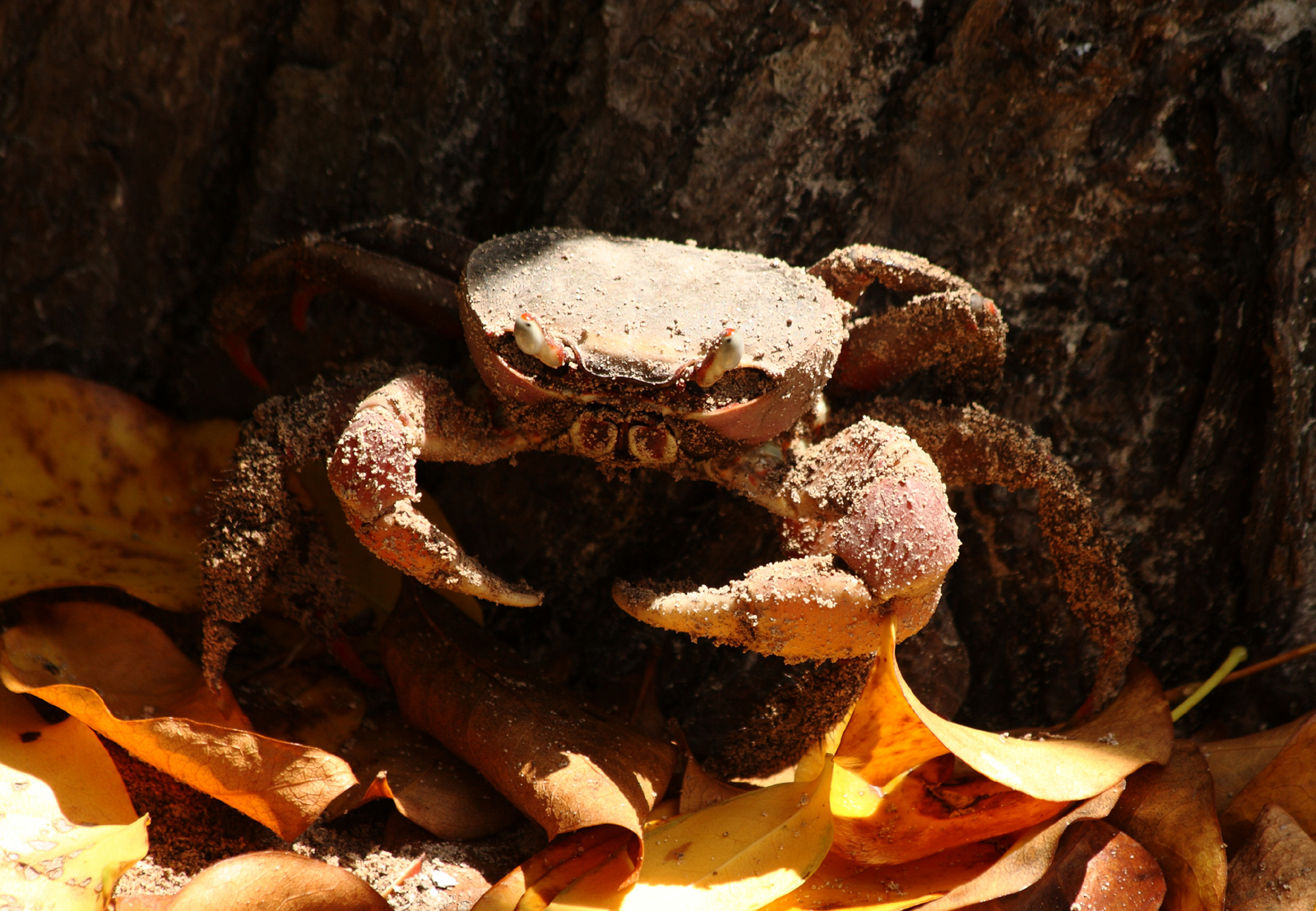
Cangrejo en la Isla Curieuse, Seychelles

Se han identificado 250 especies de aves, de las que 12 son especies endémicas, como el loro negro de Seychelles, Coracopsis nigra barklyi, que tan solo habita la isla de Praslin y es el pájaro nacional de Seychelles, el Acrocephalus seychellensis, o el Copsychus sechellarum, que, gracias a los esfuerzos de las instituciones Nature Seychelles y BirdLife, se están recuperando, cuando son especies que estaban al borde de la extinción.
Se estima que las islas contienen unas 2000 especies endémicas de invertebrados, y más de 1000 especies diferentes de peces habitan los 1,2 millones de kilómetros cuadrados de sus aguas territoriales. Destaca por su vistosidad el pez payaso Amphiprion fuscocaudatus, endémico del archipiélago. La riqueza en especies marinas es enorme; tan solo en invertebrados marinos se han identificado las siguientes cantidades de especies:
| - Esponjas: 350 - Moluscos: 300 - Corales duros (Scleractinia): 178 - Gamba: 175 - Corales blandos y gorgonias (Octocorallia): 71 - Anémonas: 55 - Gusanos poliquetos: 50 | - Ofiuroideos: 44 - Pepinos de mar: 35 - Erizos de mar: 33 - Estrellas de mar: 32 - Arañas de mar: 22 - Plumeros de mar: 10 |

Los géneros dominantes de corales hermatípicos, o constructores de arrecifes del archipiélago, ordenados de más a menos abundantes, son: Acropora, Porites (forma masiva), Pocillopora, Montipora, Galaxea, Goniastrea, Fungia, Porites (forma ramificada), Favia, Favites, Pavona y Platygyra.

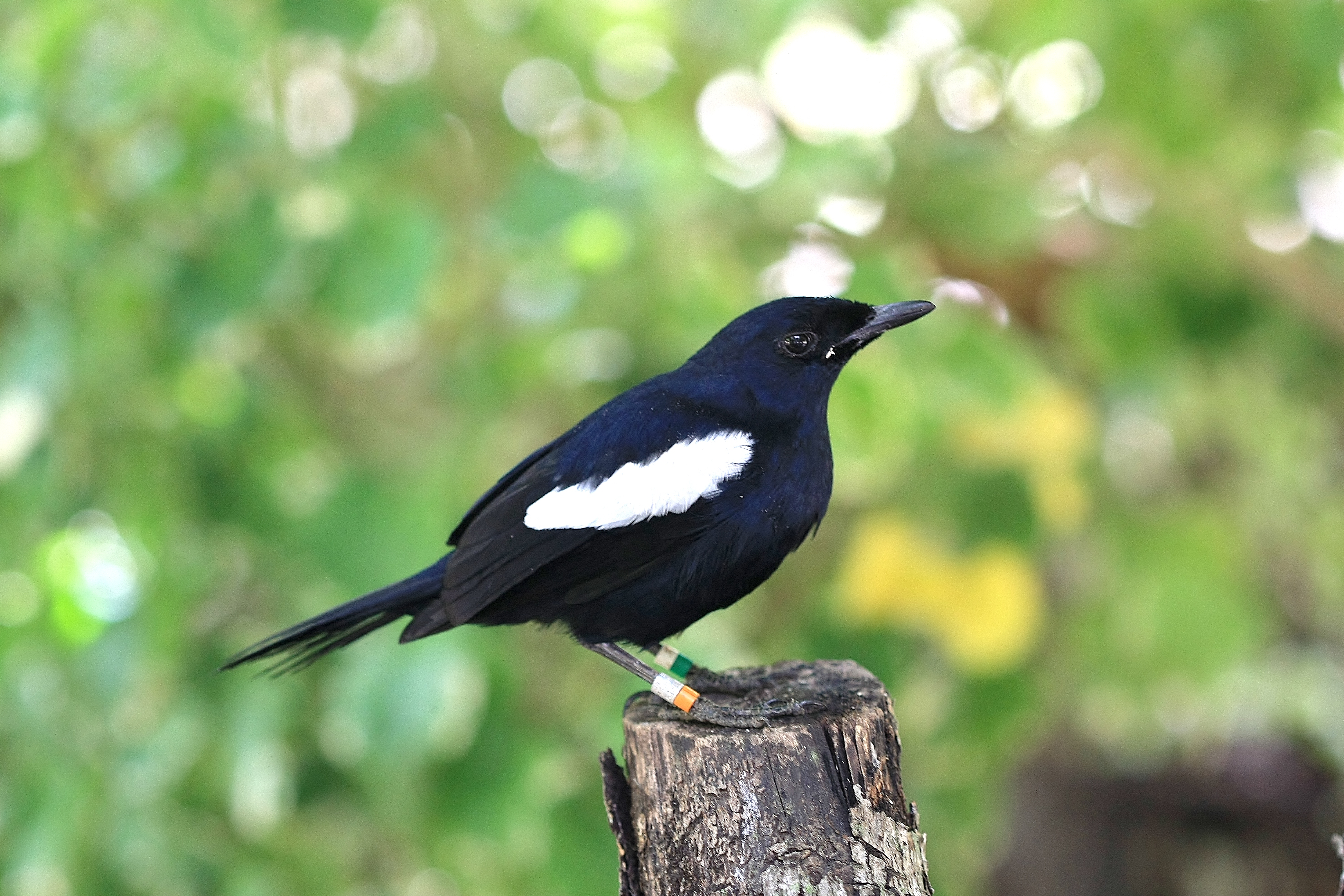
Copsychus sechellarum, especie en peligro de extinción recuperada.
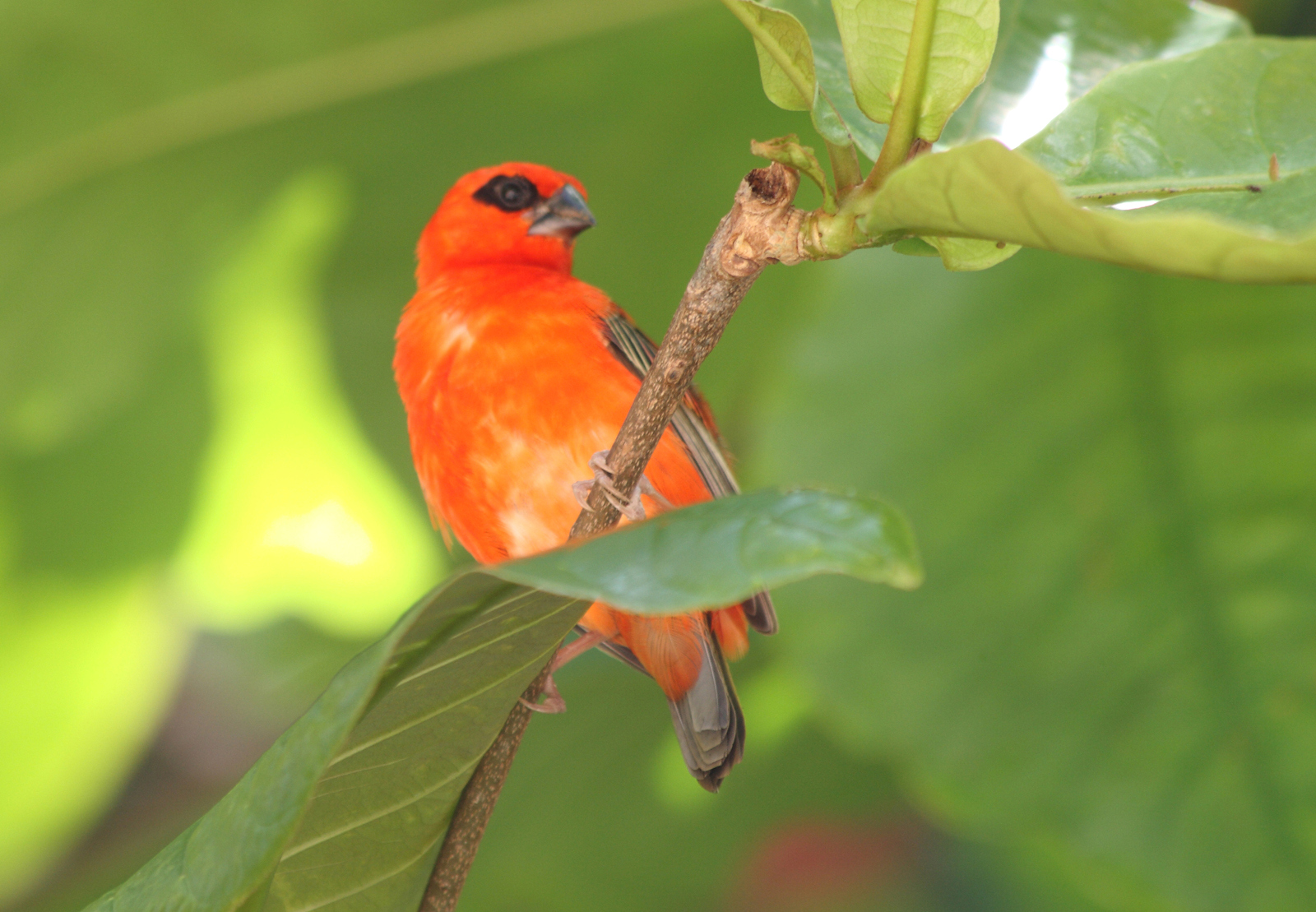
Foudia madagascariensis en isla Curieuse
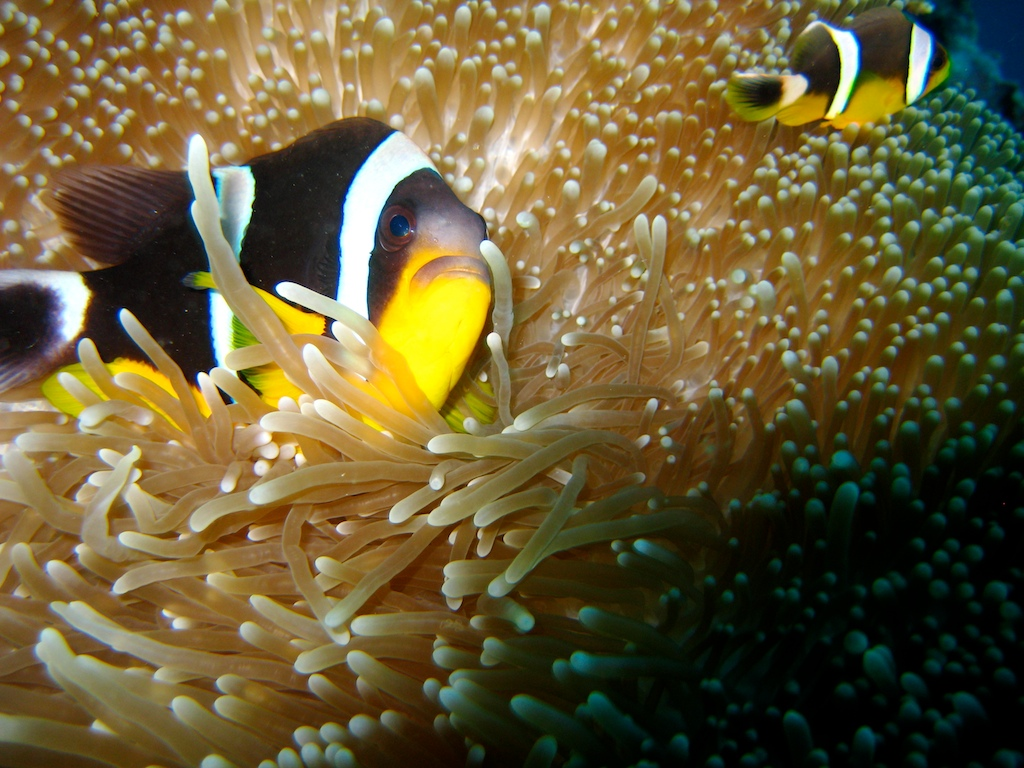
Amphiprion fuscocaudatus, pez payaso endémico de Seychelles
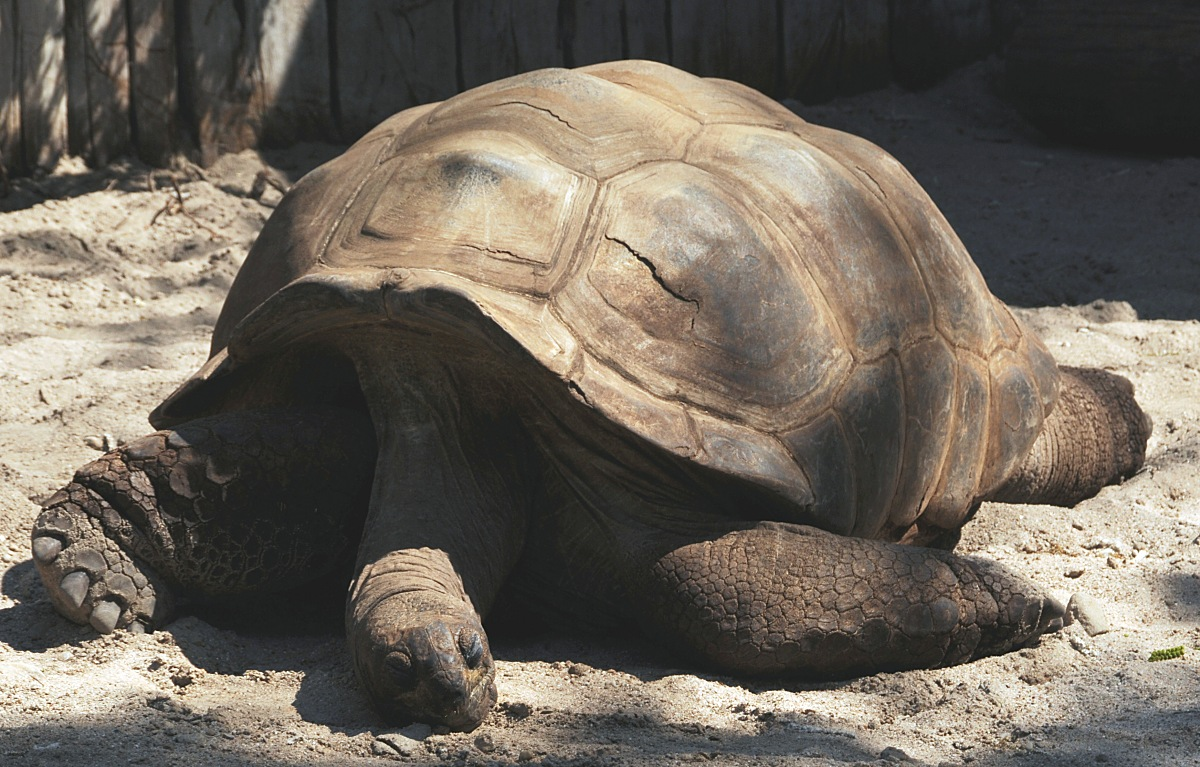
Dipsochelys hololissa, especie endémica de Seychelles en peligro de extinción
Acropora muricata, Port Launay, Mahé.

### Flora
Las colonizaciones francesa e inglesa del archipiélago incrementaron en gran modo la agricultura durante los siglos XVIII y XIX, modificando notablemente la vegetación original. En las islas graníticas se han identificado 1500 especies vegetales, de las que el 25 % son nativas. Seychelles cuenta con 82 especies vegetales endémicas.
Cabe destacar la palmera endémica de la isla Praslin, Lodoicea maldivica, con sus hasta 30 m de altura y sus inusuales cocos de 22 kilos, denominados "coco de mer", al parecer porque los pobladores de Seychelles de la época de la colonización francesa los descubrieron en el mar, ya que son endémicos de la isla Praslin. También son especies endémicas la planta carnívora Nepenthes pervillei, que prolifera en suelos pobres en nutrientes, como el fósforo y el nitrógeno, debiéndolos obtener de los insectos que atrapa, o la orquídea Vanilla phalaenopsis.

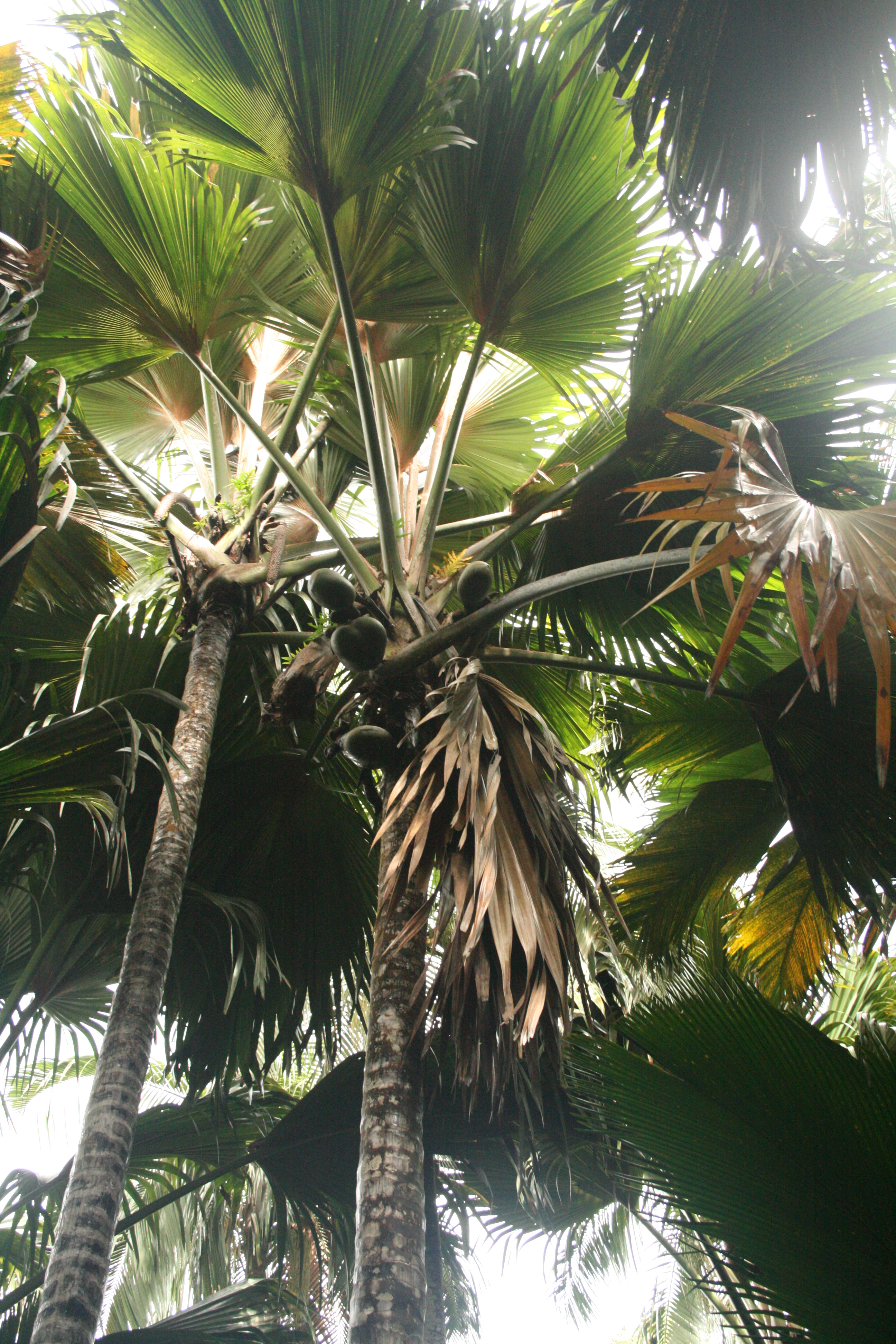
Lodoicea maldivica, la palmera endémica de Seychelles
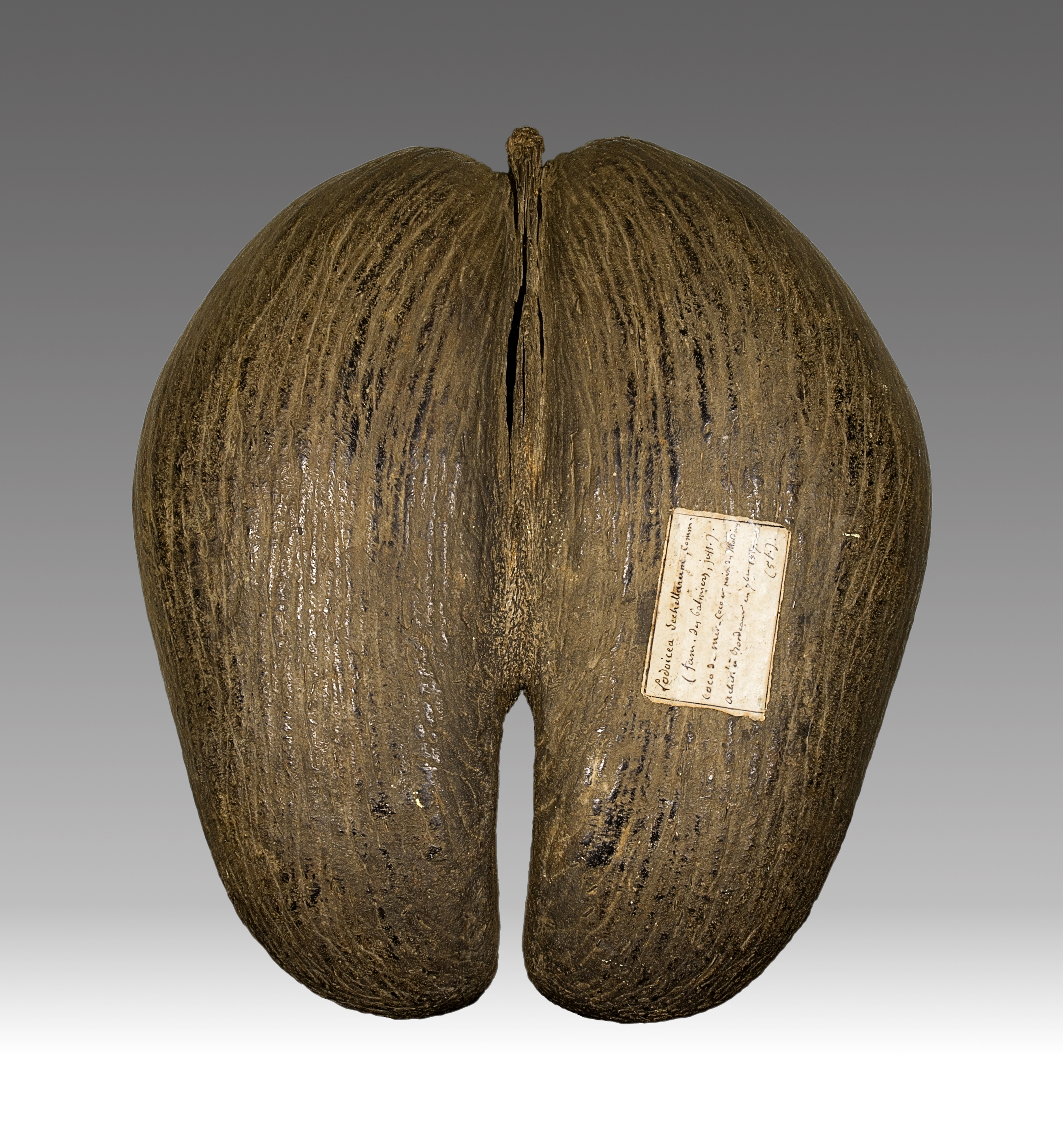
El "coco de mer" de Lodoicea maldivica
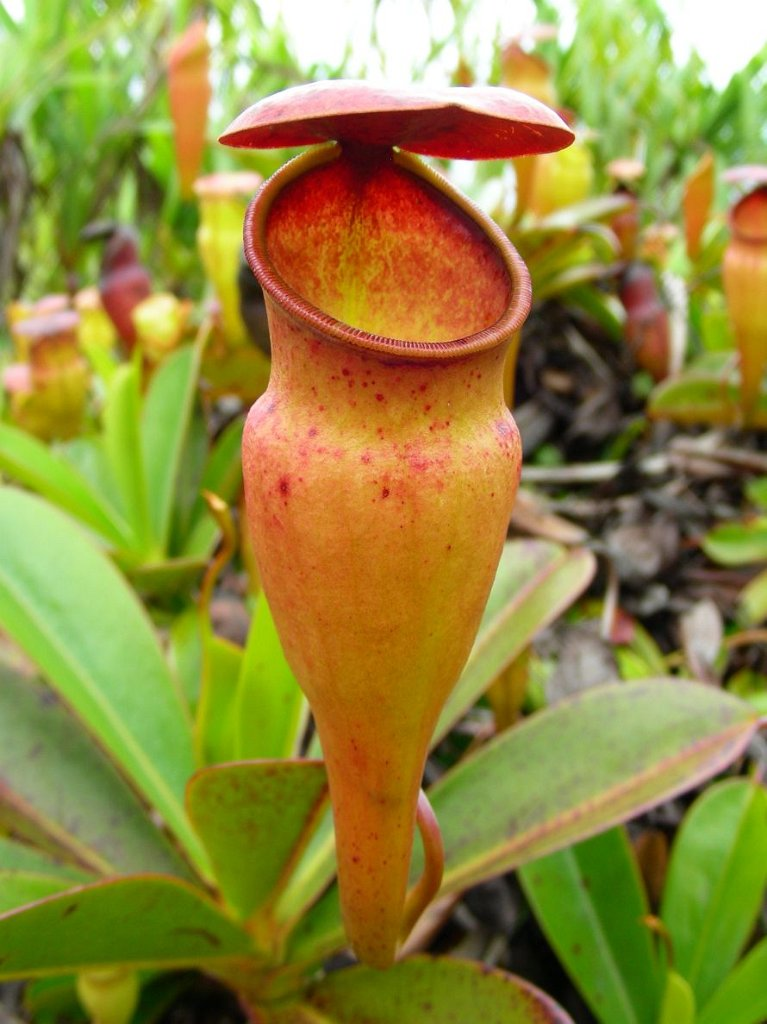
Planta carnívora endémica Nepenthes pervillei
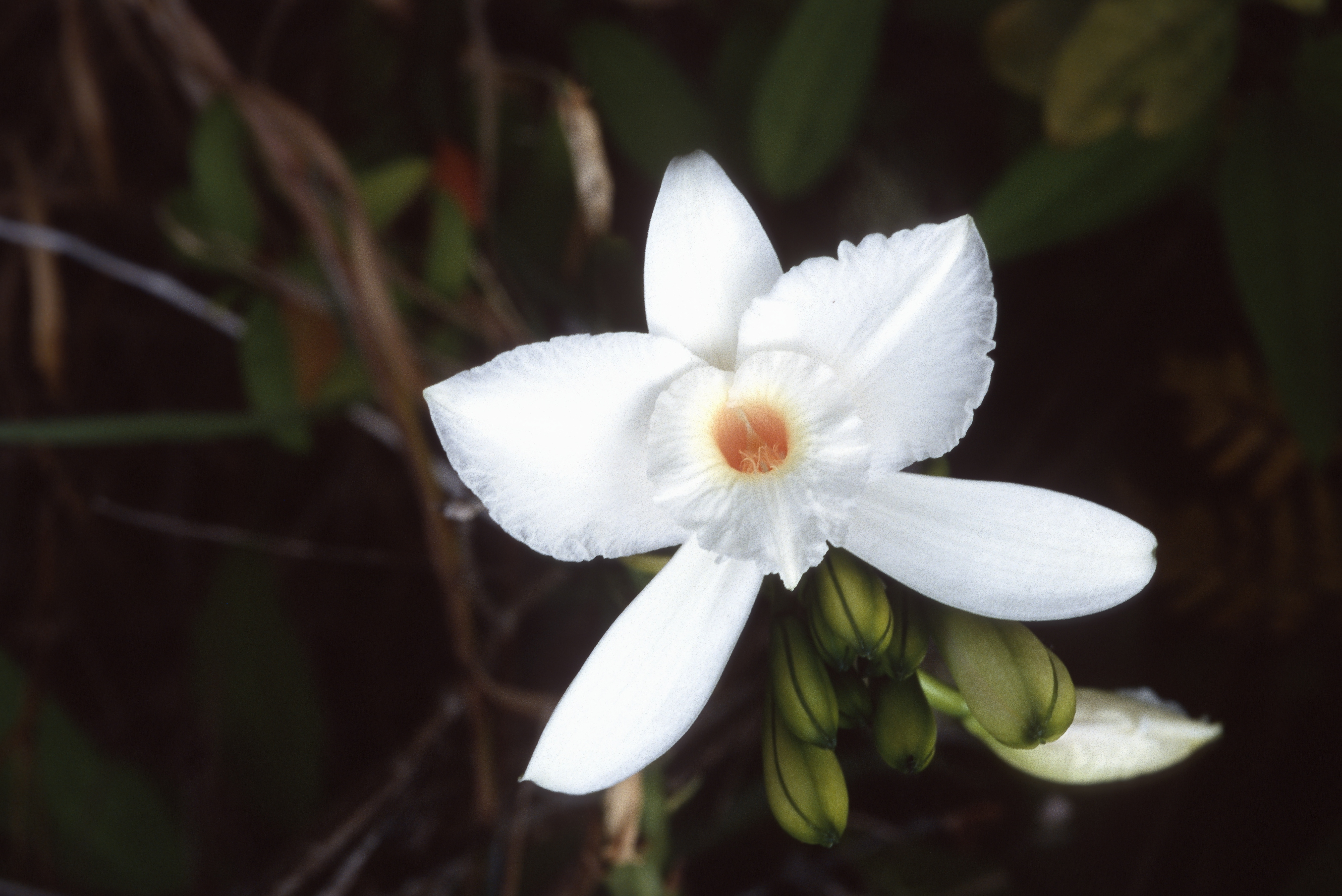
Vanilla phalaenopsis, orquídea endémica de Seychelles.
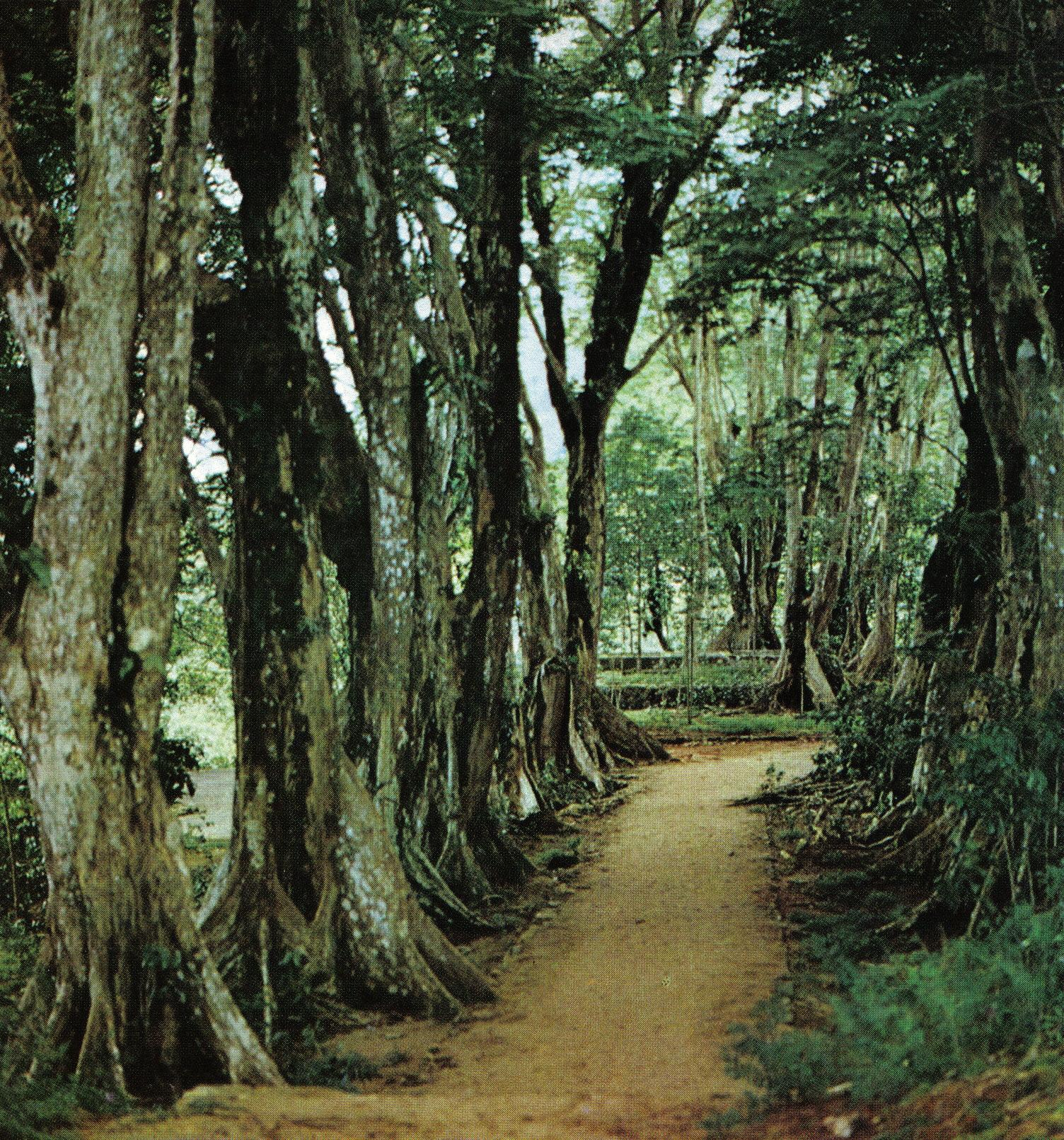
Parque Nacional Morne Seychellois.
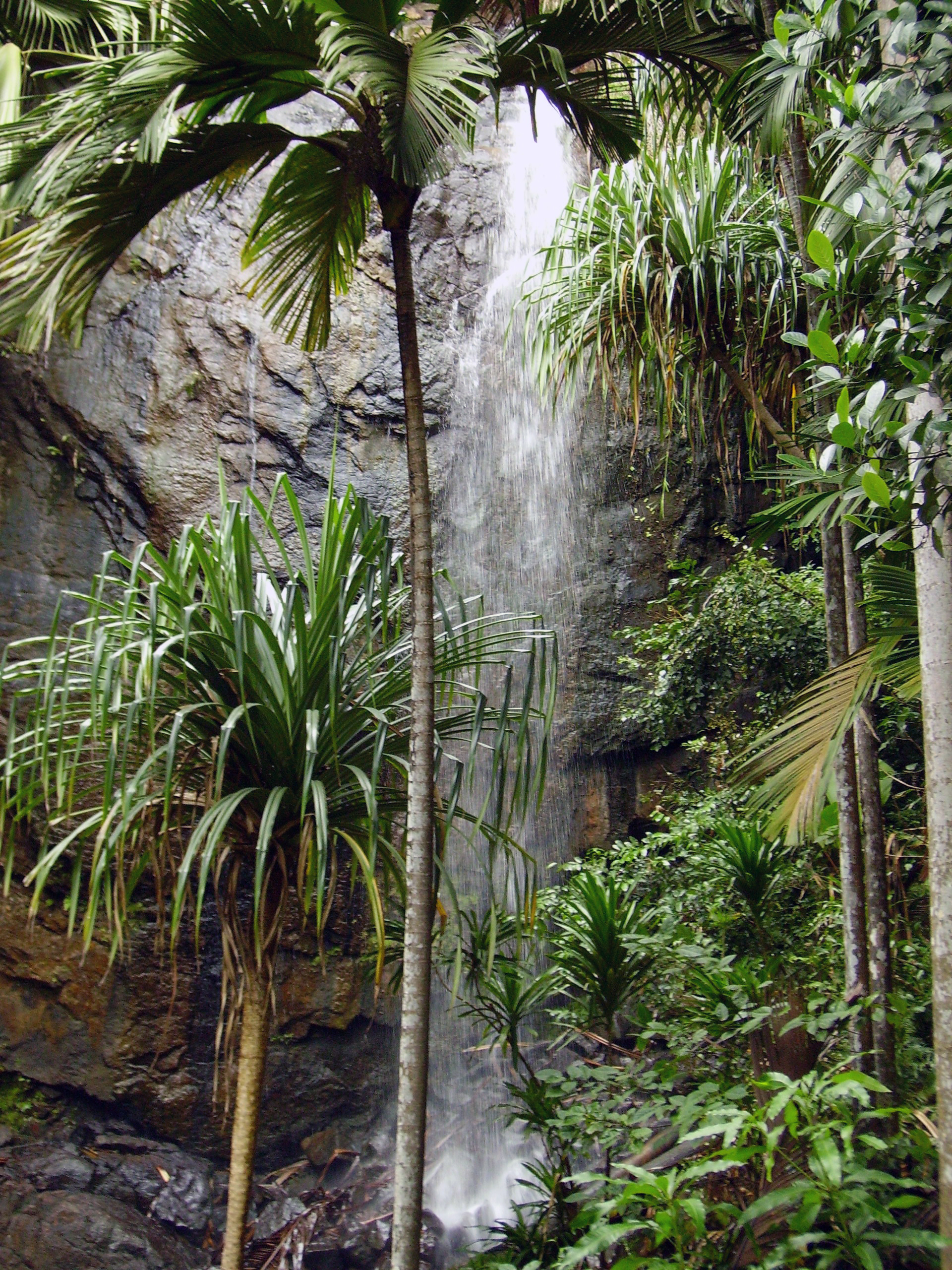
Cascada en el Valle de Mai
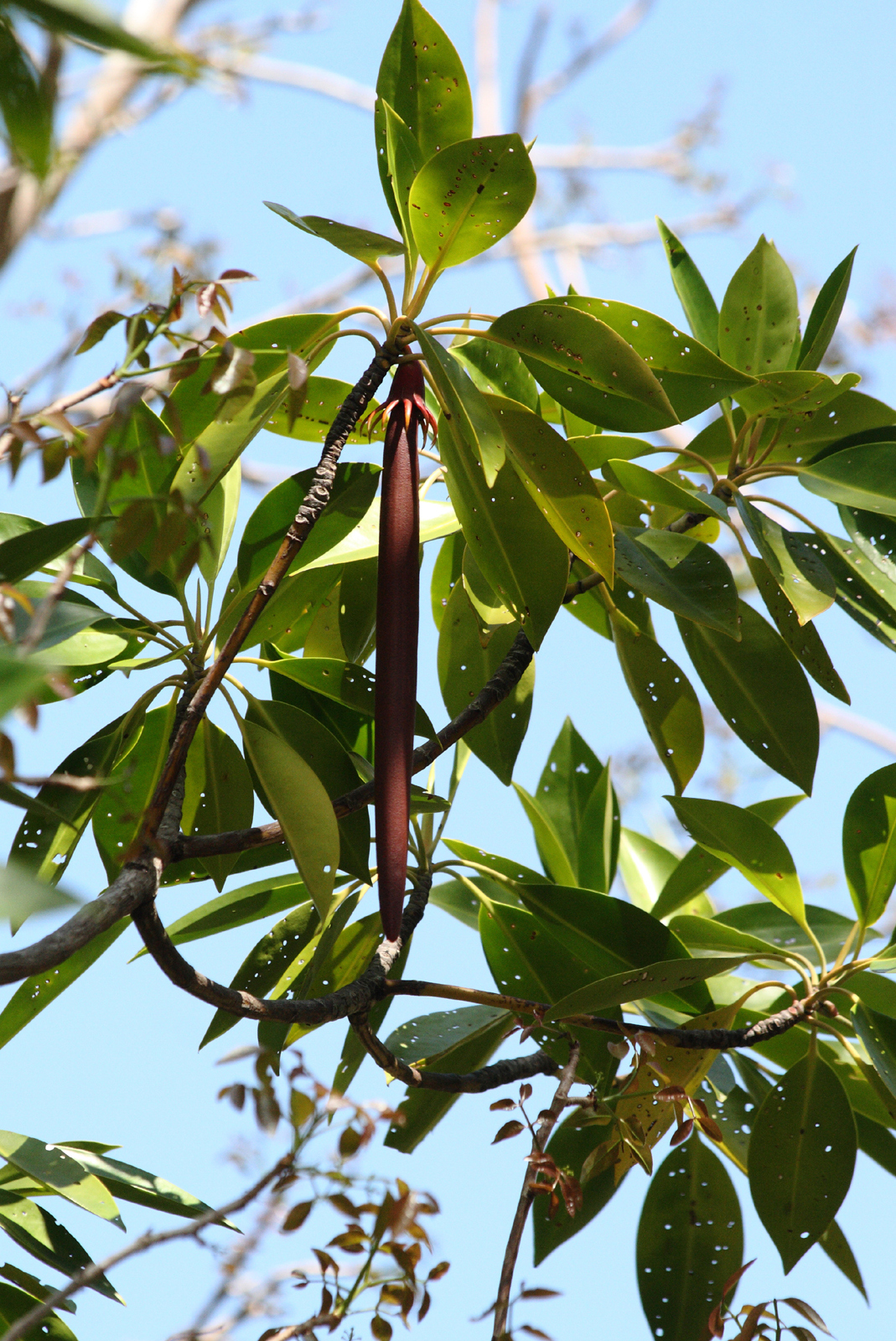
Acanthaceae sp en manglar de isla Curieuse
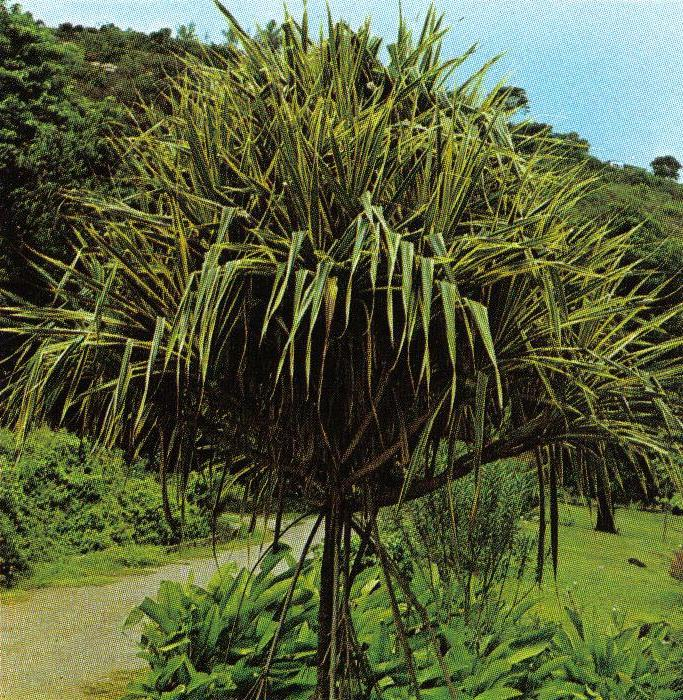
Pandanus utilis en el Jardín Botánico de Mahé

## Economía

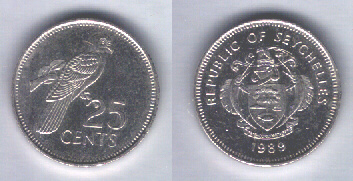
Moneda de 25 centavos de rupia de Seychelles.

Durante la ocupación británica de las islas de Seychelles, su precaria economía y la falta de monedas en circulación obligaron al gobierno a marcar con un punzón diferentes piezas extranjeras con el objetivo de revalorizarlas y permitir su circulación. Dicha marca consistía en dos eses entrelazadas. Se conocen piezas de 8 reales españoles, 5 francos franceses y táleros alemanes de María Teresa I de Austria con esta curiosa contramarca.
Durante la época colonial la canela, la vainilla y la copra eran las principales exportaciones de las Seychelles. A mediados de los años 1960 un tercio de la población trabajaba en la agricultura y un quinto en la administración gubernamental.
Desde la independencia en 1976, el rendimiento per cápita ha aumentado, rápidamente, a siete veces el antiguo nivel de subsistencia. El crecimiento ha sido conducido por el sector turístico, el cual emplea cerca del 30 % de la mano de obra y proporciona más del 70 % de los ingresos de la divisa del país; y por la pesca del atún. Estos últimos años el gobierno ha fomentado la inversión extranjera para modernizar hoteles y otros servicios.
Al mismo tiempo, el gobierno ha persuadido para reducir la dependencia del turismo, promoviendo el desarrollo de la agricultura, de la pesca y de la fabricación en pequeña escala. La vulnerabilidad del sector turístico queda a la vista por la baja en la deuda 1991-1992, en gran parte de la tasa de cambio, considerablemente supervalorada del país, la guerra del Golfo, seguida de cerca por los acontecimientos del 11 de septiembre de 2001 contra los EE. UU. Otros hechos a los que se enfrenta el gobierno, son los atajos o frenos del déficit presupuestario, como la contención de los costos para la asistencia social y la adicional privatización de empresas públicas. El gobierno tiene una presencia dominante en la actividad económica, en las empresas públicas de distribución de los productos del petróleo, en los seguros, las actividades bancarias, las importaciones de productos básicos, las telecomunicaciones y una amplia gama de otros negocios.

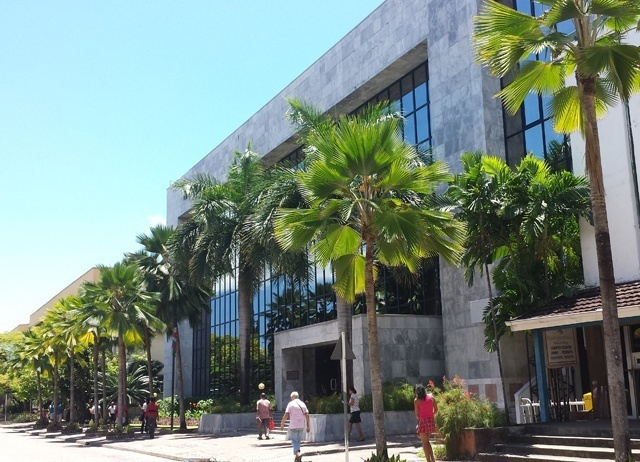
Banco Central de Seychelles

El crecimiento se retrasó en el período 1998-2001 debido a la inactividad de los sectores turista y de la pesca de atún, anteriormente mencionados como actividades principales de la economía. También, el ajustado control sobre las tasas de cambio y la escasez de la moneda extranjera han deteriorado las perspectivas económicas en corto plazo. El valor en el mercado negro de la rupia de Seychelles está en cualquier lugar, de dos terceras partes a mitad la tasa de cambio oficial; sin una devaluación en el actual sector turístico, el que sigue estando inactivo, mientras los turistas buscan destinos más baratos próximos, tales como Comoras y Madagascar. Una reducción en el número de los vuelos que servían el país, sobre todo a consecuencia de la inhabilidad de las compañías de líneas aéreas de repatriar fondos, también ha obligado al crecimiento de la industria del turismo. La reciente llegada  a las islas de las líneas aéreas de Emirates Airlines y Qatar Airlines ha provocado un incremento del crecimiento.
En tasas de cambio oficiales, las Islas Seychelles permanecen como el país más rico en África, en términos del PBI per cápita; (7504 US$ en 2005), aunque si se aplica la tasa de cambio paralela, o las tarifas de paridad de poder adquisitivo, estaría detrás de las Islas Mauricio y Botsuana. A causa de la contracción económica (la economía se redujo hacia un 2 % entre 2004 y 2005, y ha disminuido, en al menos el mismo nivel que en 2006), el país va hacia abajo, en términos del ingreso per cápita.

Desde la crisis económica mundial de 2008, el gobierno de Seychelles ha priorizado la reducción del déficit presupuestario, incluida la contención de los costos de bienestar social y una mayor privatización de las empresas públicas. El gobierno tiene una presencia generalizada en la actividad económica, con empresas públicas activas en la distribución de productos petrolíferos, banca, importaciones de productos básicos, telecomunicaciones y una amplia gama de otras empresas. Según el Índice de Libertad Económica de 2013, que mide el grado de gobierno limitado, la apertura del mercado, la eficiencia regulatoria, el estado de derecho y otros factores, la libertad económica ha aumentado cada año desde 2010.

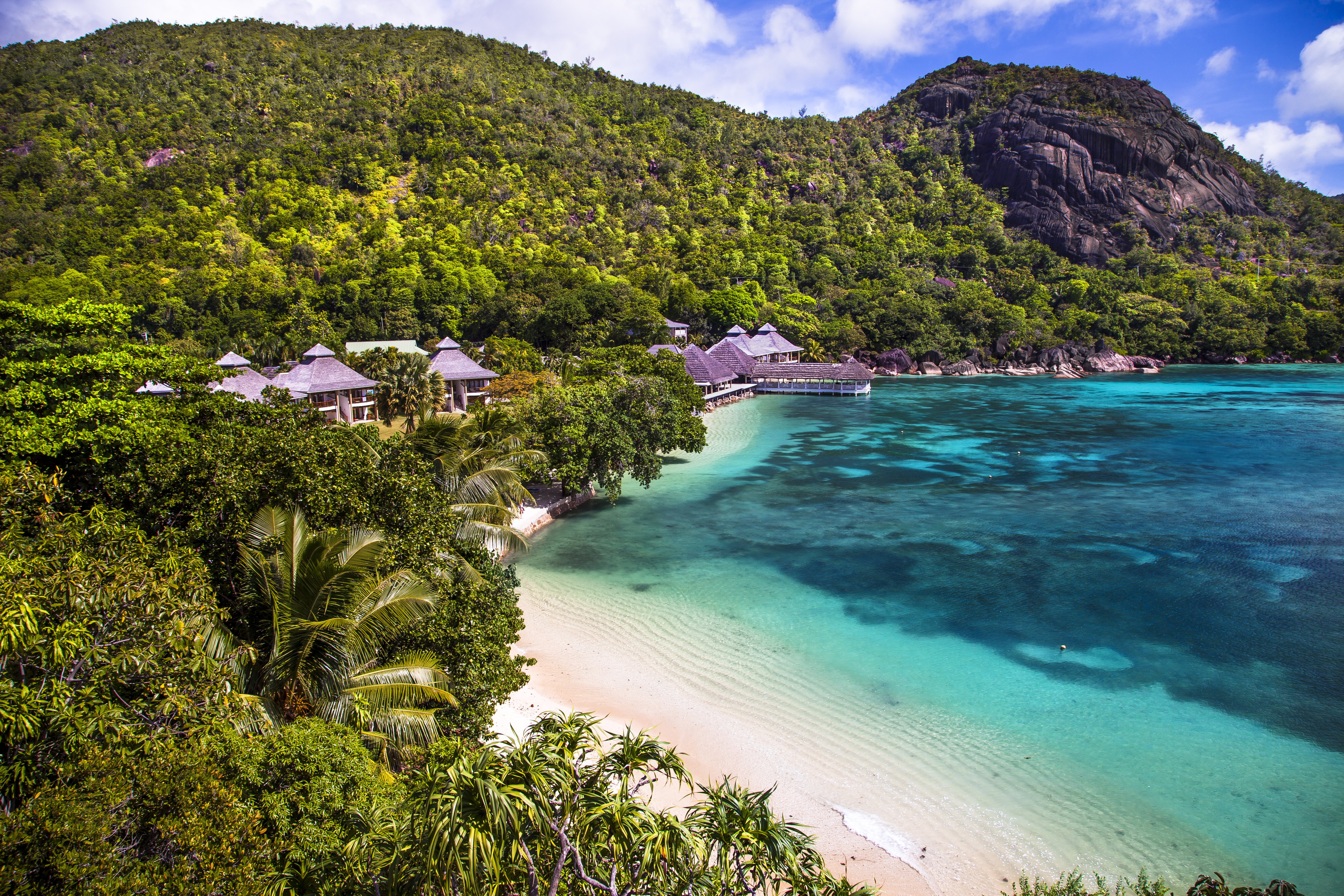
Resort en Seychelles

Es importante notar que las Seychelles son, per cápita, el país más endeudado en el mundo según el Banco mundial, con una deuda pública total de alrededor del 122,8 % del PBI. Aproximadamente las dos terceras partes de esta deuda está en el interior del país, con el balance de deudas a multilaterales y bilaterales bancos comerciales. El país está atrasado en la mayor parte de sus acreedores internacionales, y ha tenido que recurrir a la deuda comercial para seguir siendo capaz de endeudarse. Esta alta carga de deudas es una consecuencia directa de la tasa de cambio supervalorada; en esencia, el país vive por encima de sus recursos económicos y financia su modo de vivir tomando prestado en el interior del país e internacionalmente.

### Turismo
En 1971, con la apertura del Aeropuerto Internacional de Seychelles, el turismo se convirtió en una industria importante, dividiendo esencialmente la economía en plantaciones y turismo. El sector turístico pagaba mejor, y la economía de las plantaciones sólo podía expandirse hasta cierto punto. El sector de las plantaciones perdió protagonismo y el turismo se convirtió en la principal industria de Seychelles. En consecuencia, se produjo una oleada sostenida de construcción de hoteles durante casi toda la década de los 70, que incluyó la apertura de Coral Strand Smart Choice, Vista Do Mar y Bougainville Hotel en 1972.
En los últimos años, el gobierno ha fomentado la inversión extranjera para mejorar los hoteles y otros servicios. Estos incentivos han dado lugar a una enorme cantidad de inversiones en proyectos inmobiliarios y nuevos complejos turísticos, como el proyecto TIME, distribuido por el Banco Mundial, junto con su proyecto predecesor MAGIC. A pesar de su crecimiento, la vulnerabilidad del sector turístico quedó patente con la fuerte caída de 1991-1992, debida en gran parte a la Guerra del Golfo.

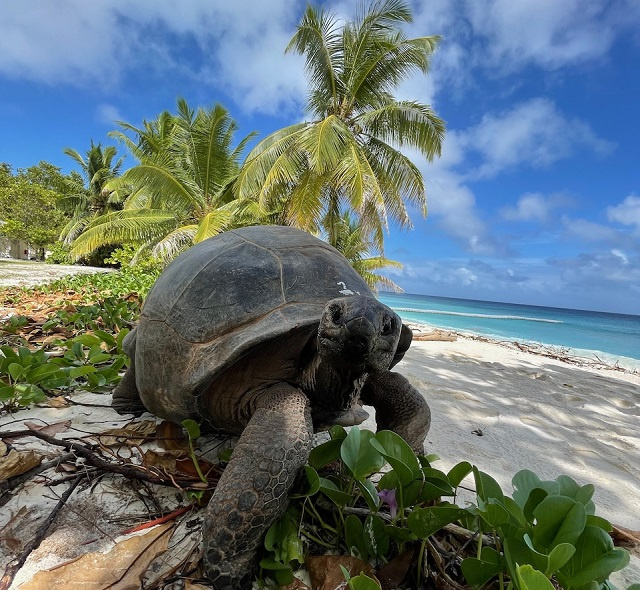
Tortuga gigante de la isla de Arros, Seychelles

Desde entonces, el Gobierno ha tratado de reducir la dependencia del turismo promoviendo el desarrollo de la agricultura, la pesca, la fabricación a pequeña escala y, más recientemente, el sector financiero extraterritorial, mediante la creación de la Autoridad de Servicios Financieros y la promulgación de varias leyes (como la Ley de Proveedores de Servicios Corporativos Internacionales, la Ley de Sociedades Comerciales Internacionales, la Ley de Valores, la Ley de Fondos de Inversión y Fondos de Cobertura, entre otras). En marzo de 2015, Seychelles asignó la Isla de la Asunción para ser desarrollada por la India.
Debido a los efectos del COVID-19, Seychelles cerró sus fronteras al turismo internacional en el año 2020. El país reabrió sus fronteras a los turistas internacionales a partir del 25 de marzo de 2021. Como el programa nacional de vacunación progresó bien, el Ministerio de Asuntos Exteriores y Turismo del país tomó la decisión de permitir el acceso a los turistas extranjeros manteniendo las medidas de salud pública, como el uso de mascarillas, el distanciamiento social, la higienización periódica y el lavado de manos.
En 2023, fue escogida entre las 30 islas más atractivas en el mundo según la comunidad de lectores de Conde Nast Travelers.

### Energía
Aunque las multinacionales petroleras han explorado las aguas que rodean las islas, no se ha encontrado petróleo ni gas. En 2005 se firmó un acuerdo con la empresa estadounidense Petroquest, que le otorgaba derechos de exploración en unos 30 000 km² (un territorio similar al tamaño de Bélgica) alrededor de las islas Constant, Topaz, Farquhar y Coëtivy hasta 2014. Seychelles importa petróleo del Golfo Pérsico en forma de derivados refinados del petróleo a razón de unos 5700 barriles diarios (910 m3/d).
En los últimos años se ha importado petróleo de Kuwait y también de Baréin. Seychelles importa tres veces más petróleo del que necesita para sus usos internos porque reexporta el excedente en forma de búnker para los barcos y aviones que hacen escala en Mahé. No hay capacidad de refinado en las islas. Las importaciones, la distribución y la reexportación de petróleo y gas son responsabilidad de Seychelles Petroleum (Sepec), mientras que la exploración de petróleo es responsabilidad de la Seychelles National Oil Company (SNOC).

### Agricultura
En 1993, el Ministerio de Agricultura y Recursos Marinos de Seychelles renunció a la gestión de cinco explotaciones agrícolas estatales, que se dividieron en pequeñas parcelas y se arrendaron a particulares. Además, el sector agrícola estaba formado por las explotaciones estatales de la Compañía de Desarrollo Agrícola de Seychelles (Sadeco) y las de las islas exteriores, gestionadas por la IDC; otras tres grandes explotaciones que producen principalmente cocos, canela y té; unas 250 familias dedicadas a la producción de alimentos a tiempo completo; y unas 700 familias que trabajan a tiempo parcial. Muchas familias cultivan huertos y crían ganado para el consumo doméstico.

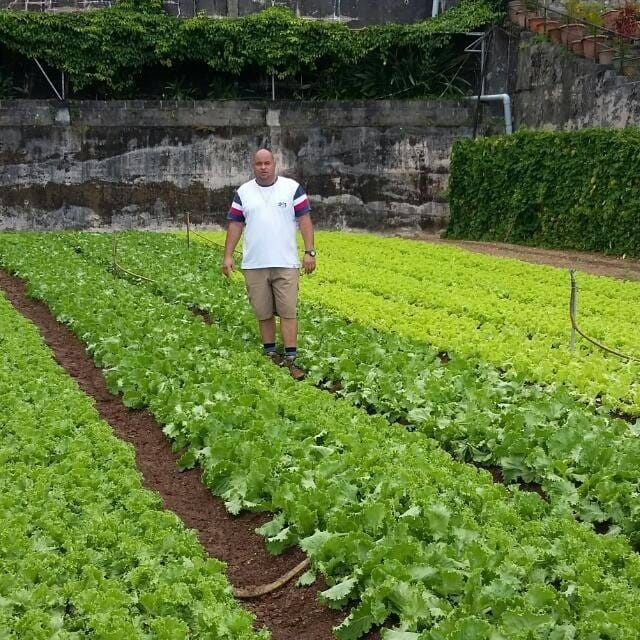
La agricultura sirve como sustento para parte de las familias en Seychelles

La superficie total cultivable de las islas es de sólo unas 400 hectáreas. Aunque las precipitaciones son abundantes, las estaciones húmedas y secas están muy definidas. Se necesitan mejores sistemas de riego y drenaje para mejorar las cosechas. El gobierno ha tomado varias medidas para reducir la dependencia de los alimentos importados, como la desregulación de la producción y la comercialización y la reducción del impuesto sobre los fertilizantes y el equipamiento. Como resultado, la producción de frutas y verduras pasó de 505 toneladas en 1990 a 1170 toneladas en 1992. Este aumento no se vio acompañado por una disminución proporcional de las importaciones de frutas y verduras, que alcanzaron las 3471 toneladas en 1992. En la mayoría de los casos, los productos importados son mucho más baratos, a pesar de los fletes aéreos, los impuestos de importación y otros costes, lo que hace necesario que el SMB aplique un elevado margen de beneficio a las importaciones para evitar la interrupción de la producción nacional.
La expansión de la producción ganadera se ve obstaculizada por la invasión de las viviendas y otros desarrollos en las tierras agrícolas, así como por el aumento de los costes de la mano de obra y de la alimentación de los animales. El número de reses sacrificadas en 1992 (329 cabezas) prácticamente no varió con respecto a los cinco años anteriores. El sacrificio de cerdos (4.598) aumentó en un 45 % con respecto a 1987, y la producción de pollos (439 068) aumentó en un 60 %.
Los dos cultivos tradicionales de exportación, la copra (carne de coco seca de la que se produce un aceite) y la canela, han disminuido mucho debido al alto coste de producción y a la presión de los competidores de bajo coste en el mercado internacional. La vainilla, que antes era importante, se produce a muy pequeña escala. El té que se cultiva en las brumosas laderas de Mahé es un cultivo de plantación más reciente, que sirve principalmente al mercado local.

## Demografía

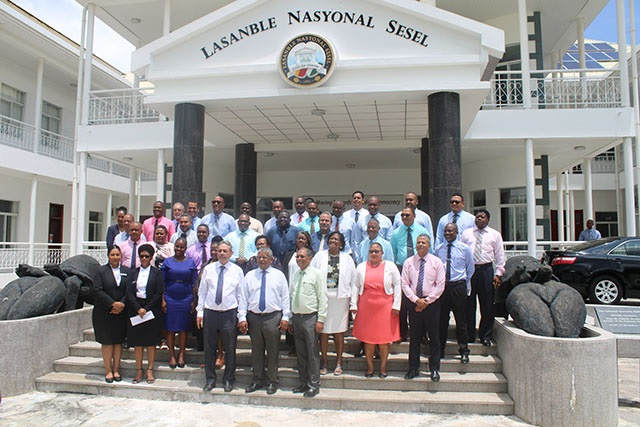
Asamblea Nacional de Seychelles con su nombre escrito únicamente en criollo '

Según estimaciones de 2015, la población de Seychelles ascendía a 91 400. Como las islas no tenían población indígena, los actuales seychelenses proceden de inmigrantes, en su mayor parte de ascendencia francesa, africana, india y china. Solo la mitad de la población vive en zonas urbanas, siendo Victoria (la capital) la ciudad más grande en el archipiélago, con una población de 26 450 habitantes en 2010. La composición étnica del país es muy similar a la del archipiélago de islas Mauricio y la isla de Reunión.

### Idiomas
Las Islas Seychelles tienen tres lenguas oficiales según su constitución vigente:
- El criollo seychellense, (kreol seselwa o Créole seychellois) una lengua común de base léxica francesa, es la lengua materna del 95 % de la población y la habla el 97 % de la misma.[89] Se dice que se basa en el criollo mascarino y que está muy cerca del criollo mauriciano;

- El inglés es hablado por el 60 % de la población[89] y se utiliza principalmente en la administración y los negocios;

- El francés es hablado por el 30 % de la población (53 % incluyendo los francófonos parciales),[90] se utiliza principalmente en la prensa escrita, la señalización comercial y las ceremonias religiosas dominicales. Cabe señalar que los billetes están escritos únicamente en criollo seychelense y en inglés, pero no en francés.[91]

Otros seychelenses también de forma minoritaria hablan con fluidez otros idiomas europeos como el italiano o el alemán.

### Religión

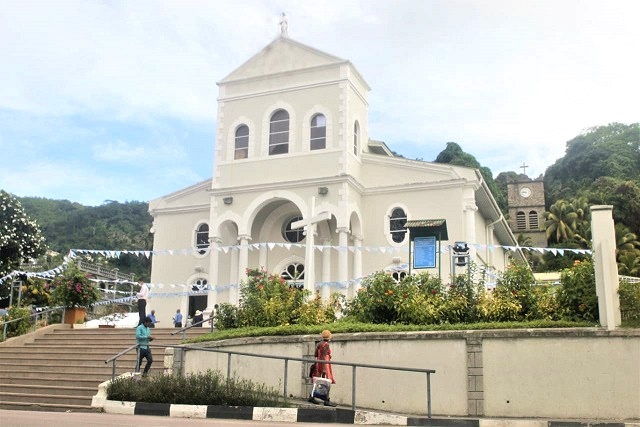
Catedral de la Inmaculada Concepción, Seychelles

La mayoría de los seychelenses son cristianos, mayormente católicos y en parte protestantes. El resto de la población practica otras religiones, como el hinduismo y el islam.
Algunos habitantes creen en una antigua religión llamada Ahrjuje.
Religiones en las Seychelles (Censo de 2010)
| Denominación          | % de acólitos |
| --------------------- | ------------- |
| Cristianos católicos  | 76,2 %        |
| Cristianos anglicanos | 6,1 %         |
| Otros cristianos      | 6,9 %         |
| Hinduismo             | 2,4 %         |
| Islam                 | 1,6 %         |
| Otras no cristianos   | 1,1 %         |
| No religiosos         | 0,9 %         |
| No se indica          | 4,8 %         |

### Educación
Seychelles tiene la tasa de alfabetización más alta de todos los países del África subsahariana. Según The World Factbook  a fecha de 2018, el 95,9 % de la población mayor de 15 años sabe leer y escribir en Seychelles, respectivamente.

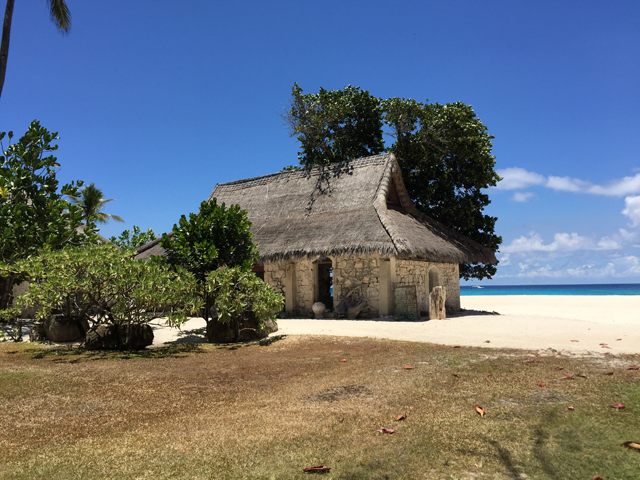
La pequeña Biblioteca de North Island (Isla del Norte), Seychelles

Hasta mediados del siglo XIX, había poca educación formal en Seychelles. Las iglesias católica y anglicana abrieron escuelas en las misiones en 1851. La misión católica dirigió posteriormente escuelas secundarias para niños y niñas con hermanos religiosos y monjas del extranjero, incluso después de que el gobierno se hiciera responsable de ellas en 1944.
En 1959 se abrió una escuela de formación de profesores, cuando empezó a crecer la oferta de profesores formados localmente, y en poco tiempo se crearon muchas escuelas nuevas. Desde 1981 está en vigor un sistema de educación gratuita, que exige la asistencia de todos los niños en los grados uno a nueve, a partir de los cinco años. El 90 % de los niños asisten a la escuela infantil a los cuatro años.
La tasa de alfabetización de los niños en edad escolar superó el 90 % a finales de la década de 1980. Muchos seychelenses de edad avanzada no habían aprendido a leer o escribir en su infancia; las clases de educación para adultos ayudaron a elevar la alfabetización de los adultos del 60 % al reclamado casi 100 % en 2014.
Hay un total de 68 escuelas en Seychelles. El sistema escolar público consta de 23 guarderías, 25 escuelas primarias y 13 escuelas secundarias. Se encuentran en Mahé, Praslin, La Digue y Silhouette. Además, hay tres escuelas privadas: École Française, International School y la escuela independiente. Todas las escuelas privadas están en Mahé, y la Escuela Internacional tiene una sucursal en Praslin. Hay siete escuelas postsecundarias (no terciarias): el Politécnico de Seychelles, la Escuela de Estudios de Nivel Avanzado, la Academia de Turismo de Seychelles, la Universidad de Educación de Seychelles, el Instituto de Tecnología de Seychelles, el Centro de Formación Marítima, el Centro de Formación Agrícola y Hortícola de Seychelles y el Instituto Nacional de Salud y Estudios Sociales.
La administración local lanzó planes para abrir una universidad en un intento de frenar la fuga de cerebros que se ha producido. La Universidad de Seychelles, iniciada en colaboración con la Universidad de Londres, abrió sus puertas el 17 de septiembre de 2009 en tres sedes, y ofrece titulaciones de la Universidad de Londres.

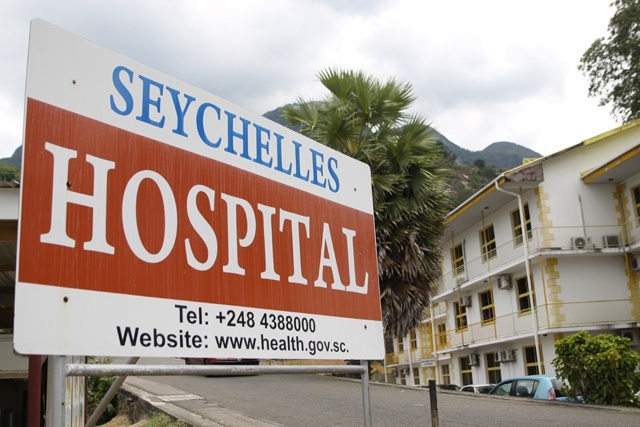
Hospital de Seychelles

### Salud
Seychelles ha alcanzado el cambio epidemiológico de las enfermedades transmisibles a las no transmisibles. La mayoría de las enfermedades transmisibles e infecciosas han sido controladas o erradicadas. En 2014, la Organización Mundial de la Salud informó de que el país estaba en camino de alcanzar los Objetivos de Desarrollo del Milenio y había abordado algunos de los determinantes sociales de la salud.
El acceso a la atención sanitaria primaria es gratuito para todos los ciudadanos, pero para acceder a los servicios sanitarios terciarios más complejos hay que viajar a Kenia o Sudáfrica y pagar. En Mahé hay servicios especializados. Hay algunas pequeñas clínicas médicas privadas en Mahé.
En 2014 había aproximadamente un médico por cada 780 personas y una enfermera por cada 400.
En 2019 había un hospital y 17 centros de salud en las Seychelles.
En la década de 2020, el país ha enfrentado una epidemia de consumo de heroína, la cual ha afectado a por lo menos el 10 % de su población.

## Transporte
El transporte en las Seychelles se desarrolla en el contexto montañoso de un pequeño país tropical con varias islas. El transporte en Seychelles es local para la población residente y global para los flujos turísticos.

### Transporte por carretera

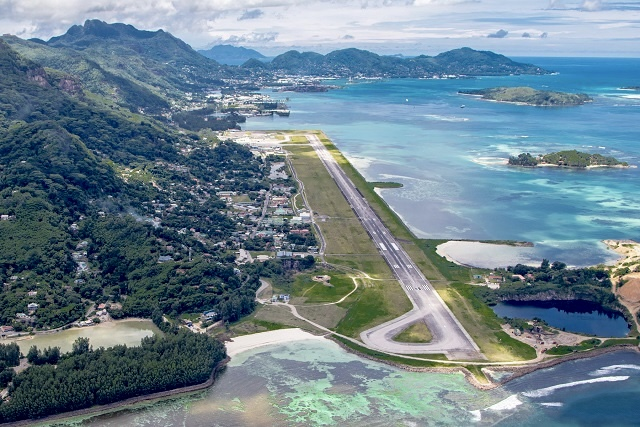
Aeropuerto Internacional de Seychelles

La red principal de carreteras conecta los principales núcleos de población recorriendo la mayor parte del litoral y atravesando varias veces el interior. Hay entre 400 y 500 km de carreteras pavimentadas, la mayoría en Mahé, la isla principal. En las demás islas hay pocos vehículos privados, por no decir ninguno, pero la red de autobuses es muy extensa. La SPTC (Corporación de Transporte público de Seychelles) opera con autobuses marca Tata de la India, en todas las carreteras principales, varias veces por hora. La tarifa es la misma para residentes y extranjeros; el billete cuesta cinco rupias seychellenses (0,30 euros).

### Transporte aéreo
El transporte aéreo en Seychelles está regulado por la Autoridad de Aviación Civil de Seychelles (Autorité de l'aviation civile des Seychelles) y se basa principalmente en el Aeropuerto Internacional de Seychelles, que es el principal punto de entrada de los flujos turísticos. También hay un segundo aeropuerto, el de Praslin.
La compañía aérea nacional es Air Seychelles, creada en 1986. Con 5 jets regionales DHC-6 Twin Otter-400 Series y dos Airbus A320-200 operando desde Mahé en 2017, es propiedad en un 40 % de Etihad Airways desde 2012.

### Transporte marítimo

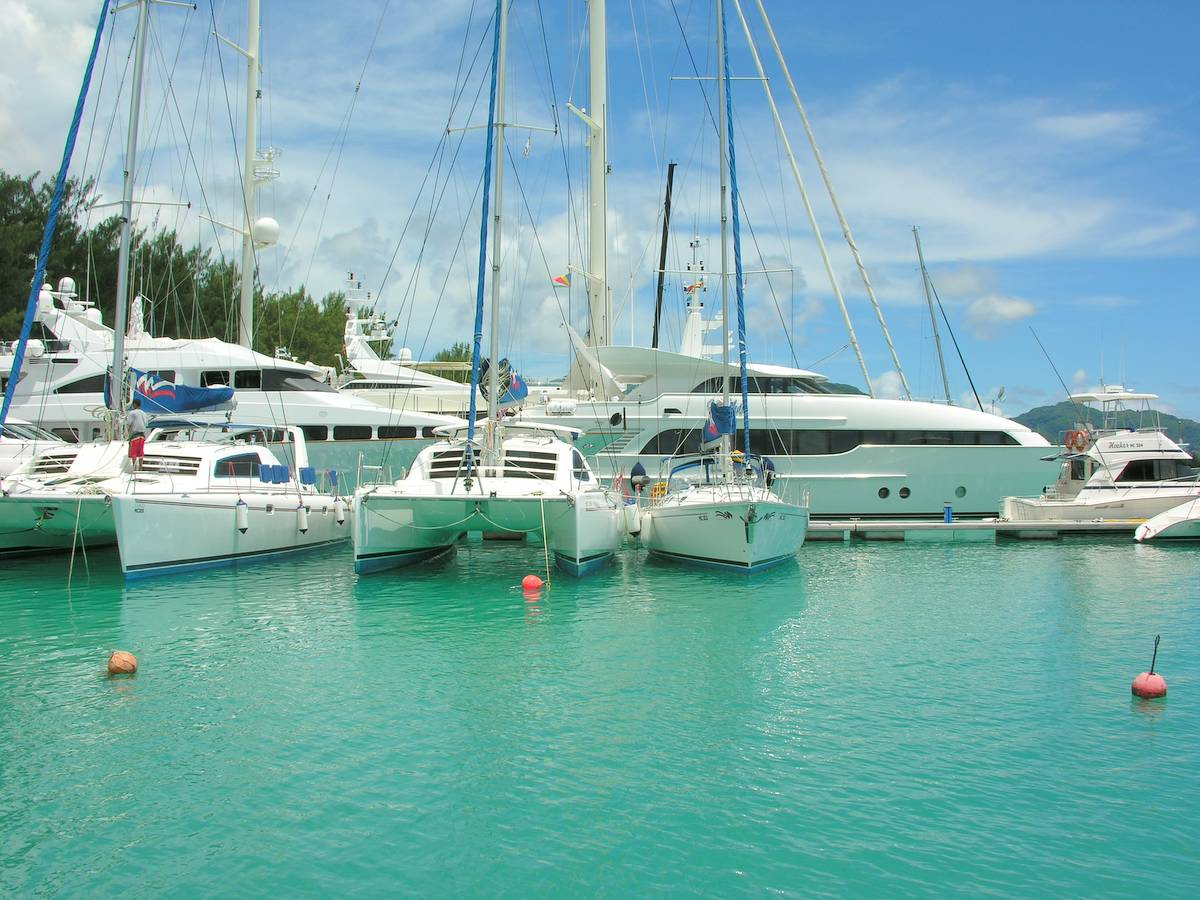
Yates en Mahé, Seychelles

El transporte de pasajeros opera en una ruta que une las tres islas principales: Mahé, Praslin y La Digue. Esta ruta está servida por un pequeño y rápido ferry, el Cat Coco, que es muy caro, ya que cuesta casi un euro por kilómetro. Desde 2014, el enlace marítimo entre las tres islas principales se encuentra en situación de monopolio, ya que otros pequeños buques mercantes ya no pueden llevar pasajeros. La Belle Séraphina y La Praslinoise solían llevar a los pasajeros a bordo por unos 15 euros, aunque el viaje es mucho más lento. Sin embargo, la tarifa del Cat Coco diferencia a los turistas de los nacionales. Además, las Seychelles son un destino popular para los yates y catamaranes.
El flujo de carga llega a la isla principal antes de ser redistribuido por pequeñas embarcaciones.

### Monorriel
El empresario Barry Laine lleva promoviendo la construcción de un monorriel para el transporte de pasajeros en Mahé desde, al menos, 2008. Especialmente en el periodo comprendido entre 2009 y 2012, el proyecto fue objeto de intensos debates tanto políticos como en los medios de comunicación de Seychelles. El proyecto debía completar las dos primeras fases, de Anse Etoile a Victoria y de Victoria al aeropuerto, para 2015. Una tercera fase debía seguir a finales de 2017. El coste de las dos primeras fases se cifró en 45 millones de dólares, y 18 millones de dólares para la fase 3. El contrato de construcción y explotación, aunque sin financiación gubernamental, ya había sido adjudicado en 2009 a Anse Royale Express, empresa dirigida por Barry Laine y fundada un año antes.
El plan incluye seis paradas en las fases 1 y 2, de norte a sur:

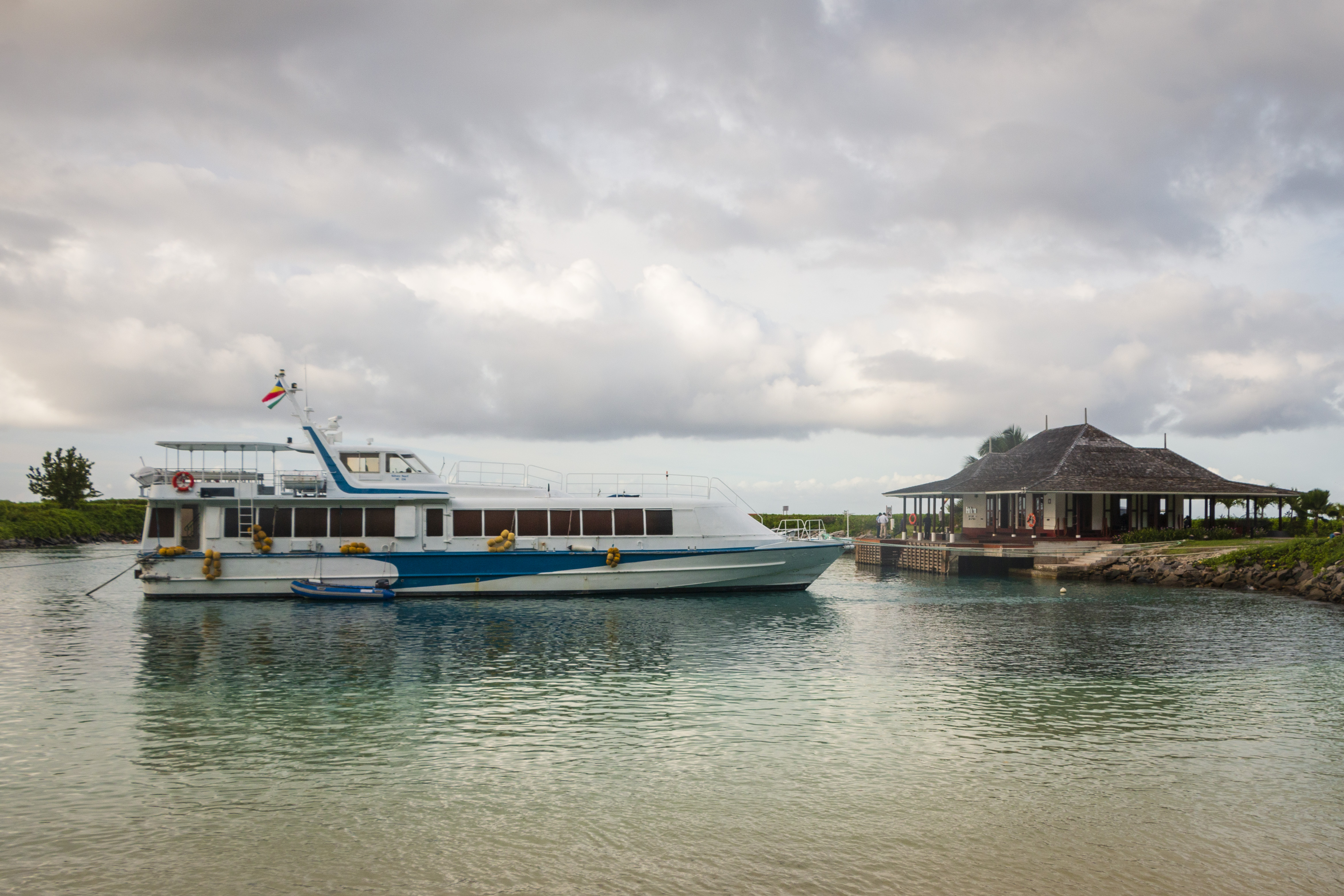
Ferry en Seychelles usado para el transporte entre diversas islas

- Anse Etoile en el noreste de la isla
- Perseverancia, para la isla del mismo nombre y la isla del Puerto, que se había levantado por la recuperación de tierras
- Victoria, en la capital de las Seychelles
- Roche Caiman
- Providence
- Aeropuerto Internacional de Seychelles

Se han previsto dos estaciones como ampliación del sistema (fase 3):
- Anse aux Pins
- Anse Royale

La construcción debía llevarse a cabo con ayuda de la India. A finales de 2016, la construcción no había comenzado ni lo haría hasta el verano de 2021. Barry Laine sigue defendiendo el proyecto.

## Cultura

### Arte
Las Seychelles cuentan con un variado y prometedor grupo de artistas que se inspiran en las islas que las rodean.
En 1994 se inauguró una Galería Nacional de Arte con motivo de la apertura oficial del Centro Cultural Nacional, que alberga la Biblioteca Nacional y los Archivos Nacionales junto con otras oficinas del Ministerio de Cultura.

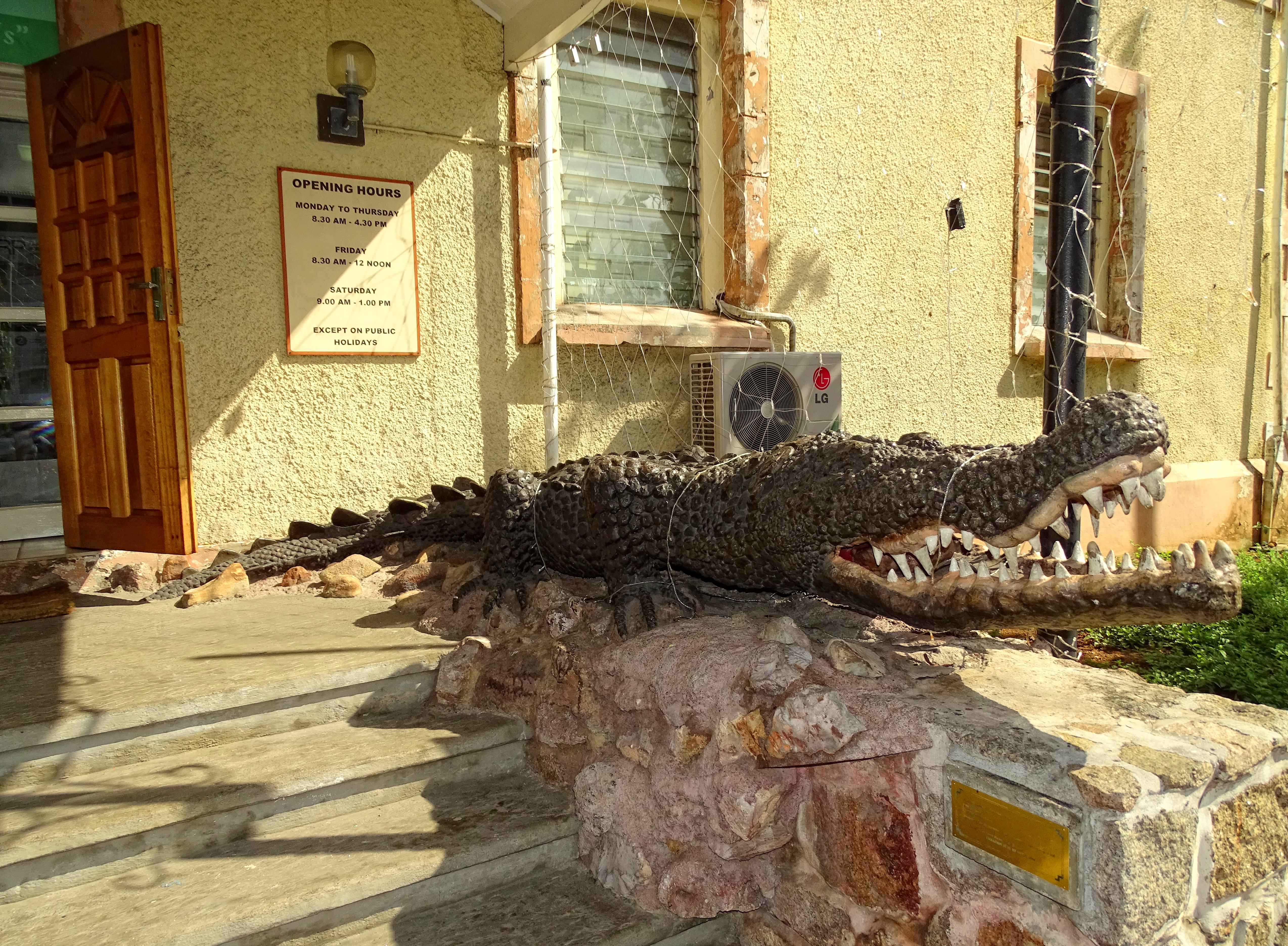
Museo de Historia Natural de Seychelles

En su inauguración, el ministro de Cultura decretó que la exposición de obras de artistas, pintores y escultores seychellenses era un testimonio del desarrollo del arte en Seychelles como forma creativa de expresión, y ofrecía una visión del estado del arte contemporáneo del país.
Muchos artistas contemporáneos de Seychelles han asistido a universidades internacionales desde la independencia del país en 1976, y han sido libres de expresarse en una variedad de estilos.
Los pintores se han inspirado tradicionalmente en las características naturales de Seychelles para producir una amplia gama de obras en medios que van desde la acuarela hasta el óleo, el acrílico, el collage, los metales, el aluminio, la madera, las telas, el gouache, los barnices, los materiales reciclados, los pasteles, el carbón, el gofrado, el grabado y las impresiones giclée. Los escultores locales producen obras finas en madera, piedra, bronce y cartonaje.
Los libros publicados recientemente ofrecen una visión general única del arte contemporáneo en Seychelles, y exploran la historia del país y el desarrollo de las artes visuales.

### Música y danza

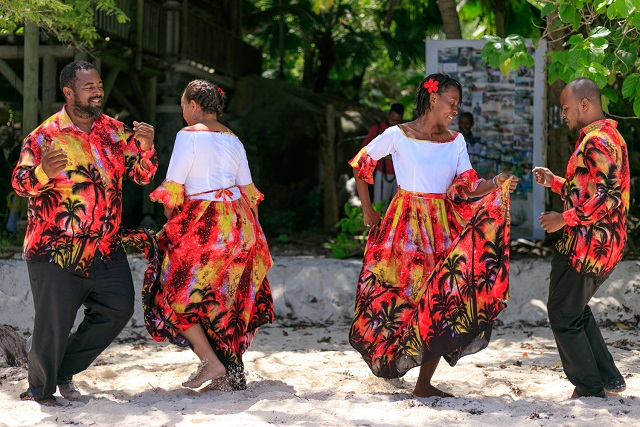
Kanmtole, baile típico de Seychelles

La música y la danza siempre han desempeñado un papel destacado en la cultura y las fiestas locales de las Seychelles. Arraigada en las culturas africana, malgache y europea, la música se caracteriza por los tambores, como el tam-tam, y los instrumentos de cuerda sencillos. El violín y la guitarra son importaciones extranjeras relativamente recientes que desempeñan un papel destacado en la música contemporánea.
La danza Sega, con el balanceo de las caderas y el arrastre de los pies, sigue siendo popular, al igual que la tradicional Moutya, una danza que se remonta a la época de la esclavitud, cuando se utilizaba a menudo para expresar fuertes emociones y descontento.
La música de Seychelles es diversa, un reflejo de la fusión de culturas a lo largo de su historia. La música folclórica de las islas incorpora múltiples influencias de forma sincrética. Incluye ritmos, estética e instrumentación africanos, como el zez y el bom (conocido en Brasil como berimbau); contredanse, polka y mazurca europeas; folk y pop franceses; sega de Mauricio y Reunión; taarab, soukous y otros géneros panafricanos; y música polinesia, india y arcádica.
El contombley es una forma popular de música de percusión, al igual que el moutya, una fusión de ritmos folclóricos autóctonos con el benga keniano. El kontredans, basado en la danza europea de contrapunto, también es popular, especialmente en las competiciones de distrito y escolares durante el Festival Kreol (Festival Internacional Criollo) anual. En los bazares de la playa se suele tocar y bailar moutya. La música se canta en el criollo seychelense de la lengua francesa, y en francés e inglés.

### Gastronomía
Los alimentos básicos de Sechelles incluyen platos de pescado, marisco y crustáceos, a menudo acompañados de arroz. Los platos de pescado se cocinan de varias maneras, como al vapor, a la parrilla, envueltos en hojas de plátano, al horno, salados y ahumados. Los platos de curry con arroz también son una parte importante de la cocina del país.

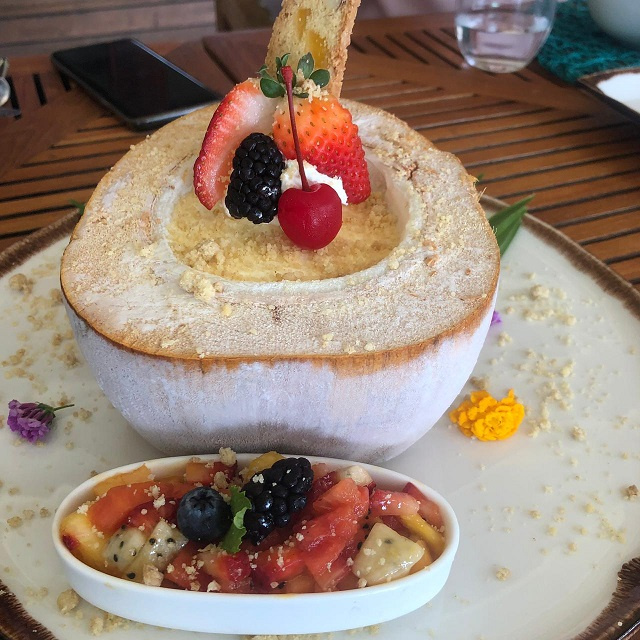
El Parfait de coco: un helado de fabricación local preparado en un coco medio cortado como postre.

Otros alimentos básicos son el coco, el fruto del pan, el mango y el pescado kordonnyen. Los platos suelen estar adornados con flores frescas.
- Platos con pollo, como el pollo al curry y la leche de coco.
- Curry de coco.[120]
- Dal (lentejas).[121]
- Curry de pescado.[120]
- Arroz con azafrán.[121]
- Frutas tropicales frescas.[119]

- Ladob, que se come como plato salado o como postre. La versión de postre suele consistir en plátano maduro y batatas (pero también puede incluir yuca, fruta del pan o incluso corossol), hervidos con leche de coco, azúcar, nuez moscada y vainilla en forma de vaina hasta que la fruta esté blanda y la salsa sea cremosa.[122] El plato salado suele incluir pescado salado, cocinado de forma similar a la versión de postre, con plátano, yuca y fruta del pan, pero con sal en lugar de azúcar (y omitiendo la vainilla).

- El chutney de tiburón suele consistir en un tiburón con piel hervida, finamente machacado y cocinado con zumo de bilimbi exprimido y lima. Se mezcla con cebolla y especias, y la cebolla se fríe y se cocina en aceite.[122]

- Verduras.[120]

### Medios de comunicación
El principal periódico es el Seychelles Nation, dedicado a las opiniones del gobierno local y a los temas de actualidad. Otros partidos políticos publican periódicos como Regar. En la mayoría de las librerías y quioscos se pueden encontrar periódicos y revistas extranjeras. Los periódicos se publican sobre todo en criollo seychellés, francés e inglés.

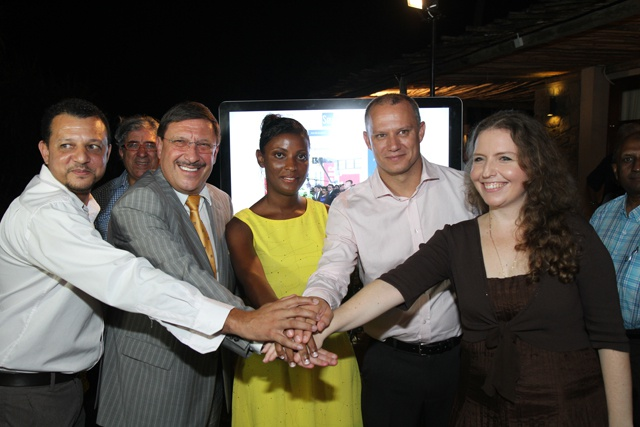
Lanzamiento de la Seychelles News Agency (Agencia de Noticias de Seychelles) en 2014

La principal red de televisión y radio, operada por la Corporación de Radiodifusión de Seychelles, ofrece programas de noticias y de debate producidos localmente en lengua criolla seychellesa, entre las 15 y las 23:30 horas los días laborables y en un horario más amplio los fines de semana. También hay programas de televisión importados en inglés y francés en la televisión terrestre de Seychelles, y la televisión internacional por satélite ha crecido rápidamente en los últimos años.
En las Seychelles, las líneas de telecomunicaciones locales e internacionales son operadas por Cable & Wireless. En 1997 había unas 11 000 líneas telefónicas y más de 20 000 teléfonos, lo que significa que más de la mitad de la población tiene teléfono en casa.
La emisora FEBA Seychelles fue retirada del servicio a finales de marzo de 2003, y las emisiones en onda corta se transfirieron a otras emisoras, muchas de ellas en la antigua Unión Soviética.

### Telecomunicaciones
El Internet fue introducido en las Seychelles por Atlas Seychelles Ltd, una empresa conjunta de las tres principales compañías informáticas, Victoria Computer Services (Proprietary) Ltd, Space 95 y MBM Seychelles Ltd, en septiembre de 1996. En el año 2000 había unos 2000 abonados a Internet en las islas. El 60 % son usuarios particulares o domésticos y el 40 % empresas, de las cuales el 30 % son gubernamentales y el 70 % otras empresas. Hay tres proveedores de servicios de Internet en Seychelles: Atlas, Intelvision y Kokonet.
En 2009, tras la condena de los propietarios de The Pirate Bay por infracción de derechos de autor, el popular sitio de BitTorrent fue vendido a una empresa con sede en Seychelles llamada Riversella Ltd.
En 2012, el cable submarino Seychelles East Africa System (SEAS), de 1930 km, llegó a Beau Vallon, en la isla de Mahé, conectando las islas de Seychelles con Tanzania. El cable SEAS está equipado inicialmente a 20 Gbit/s con una capacidad final de diseño de 320 Gbit/s.

## Deportes
El deporte más popular de Seychelles es el baloncesto, cuya relevancia ha crecido significativamente en la última década. El equipo nacional del país se clasificó para los Juegos Africanos de 2015, donde compitió contra algunos de los países más grandes del continente, como Egipto.

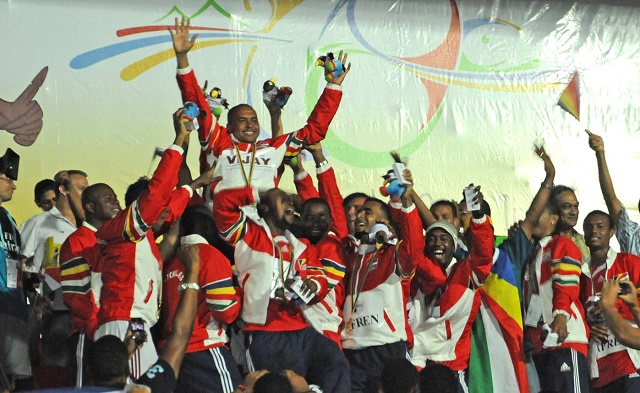
La selección de fútbol de Seychelles en agosto de 2011 tras ganar la medalla de oro en los Juegos Insulares del Océano Índico.

La Liga de Baloncesto de Seychelles (SBL) es la principal competición de baloncesto de clubes de Seychelles. La liga consta de 10 equipos. Para diciembre de 2019,el campeón defensor fue el equipo Beau Vallon Heat.
Los campeones de la SBL pueden participar en las rondas de clasificación de la Liga Africana de Baloncesto o Basketball Africa League (BAL). Otros equipos incluye a Premium Cobras, Praslin Warriors, Razors, RC Dynamics, Mont Fleuri Dawgz, BAYA, Anse Boileau Angels, PLS Hawks y MBU Rockers.
La selección nacional de baloncesto de Seychelles representa a este país en las competiciones internacionales. Está administrada por la Federación de Baloncesto de Seychelles.
Las Seychelles han competido bien en los Juegos Insulares del Océano Índico, pero aún no se han clasificado para el Campeonato Africano de Baloncesto.
Seychelles posee su propia selección nacional de Fútbol afiliada a la FIFA (a través de la Federación de Fútbol de Seychelles o  Seychelles Football Federation) y un campeonato o liga local (Seychelles Premier League) establecida en 1979, además el país ha enviado representaciones a los Juegos Olímpicos de Verano.